# محمد أسعد طلس
محمد أسعد طلس (1331 - 1379 ه‍ /1913 - 1959 م) هو كاتب ومفكر وأديب وسياسي سوري معروف من أهل حلب. كان من كبار موظفي وزارة الخارجية في سوريا خلال خمسينات القرن العشرين. مثّل بلدهِ سوريا في الجمعية العامة للأمم المتحدة في نيويورك وكان مستشاراً لهيئة الأمم المتحدة في اليونان، ولهُ مؤلفات تاريخية وأدبية عديدة.

## ولادته وأسرته

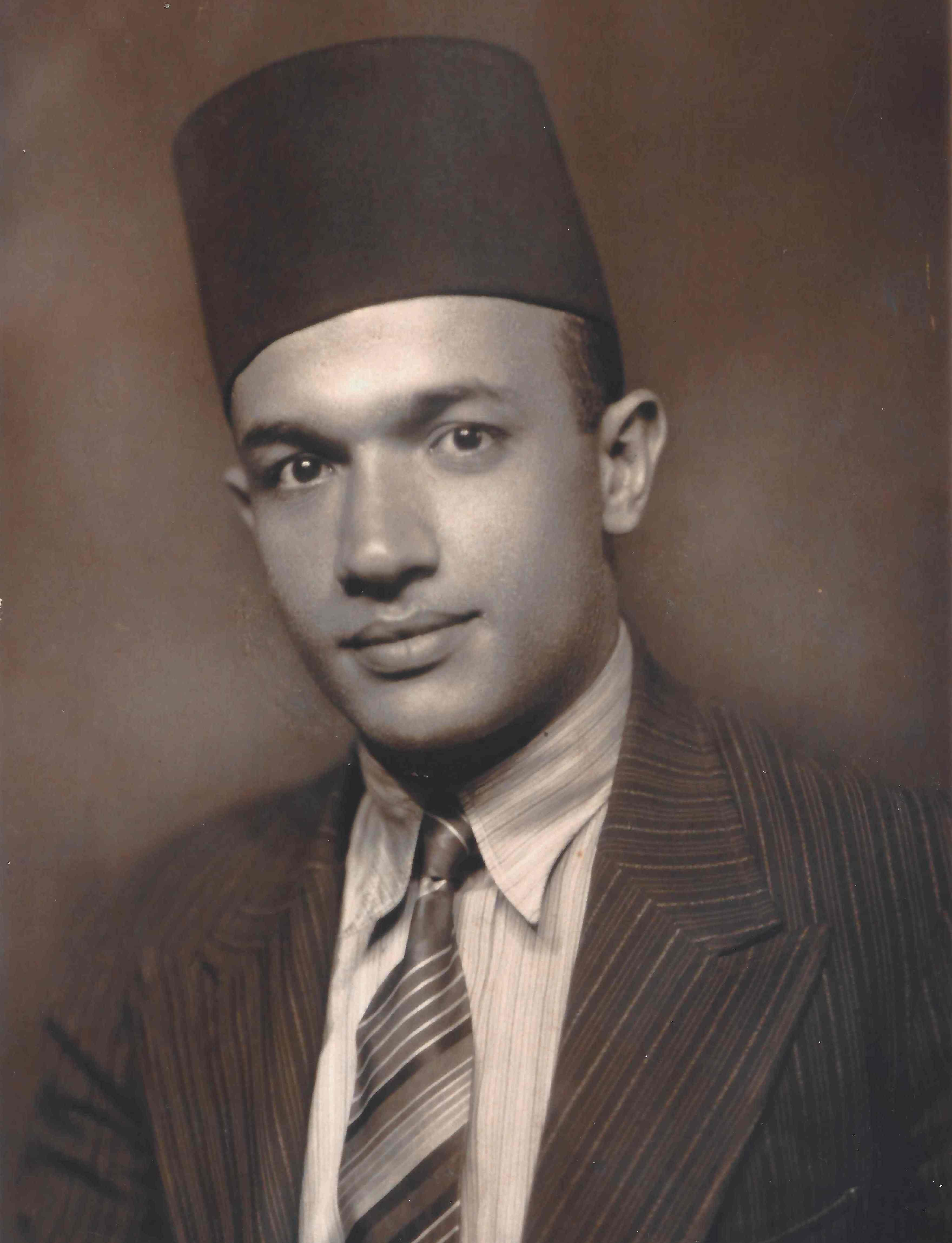
أسعد طلس في شبابه، التقطت الصورة في مدينة حلب حوالي سنة 1929

ولد أسعد طلس في 14 كانون الثاني/ يناير 1913 في مدينة حلب لأسرةٍ عريقة أنجبت عدداً من أعلام المدينة. نسبهُ: محمد أسعد بن عبد الوهاب بن مصطفى بن محمد طلس الحلبي. تبحّر جدّهُ الشيخ مصطفى طلس (1834- 1896) في دراسة العلوم الفقهيّة وغدا حجّة في ميدانهِ فلمع نجمه وذاع صيته فاستدعاه السلطان العثماني عبد الحميد الثاني إلى الأستانة وكرّمهُ وأسند إليهِ إدارة جامع الحلوية ومدرستها وأوقافها وكلّفه بالتدريس والخطابة في جامع بني أميّة الكبير في حلب. أما والده عبد الوهاب طلس (1883- 1935) الذي درس العلوم الشرعية وتولّى إدارة مسجد ومدرسة وأوقاف الأسرة بعد ذلك فكان بدورهِ أحد وجهاء المدينة ومن مُحدّثي جامعها الكبير. في ظلّ الاحتلال الفرنسي عرض الشيخ تاج الدين الحسني الوزارة على الشيخ عبد الوهاب لكنه رفض المنصب لكونه أحد أنصار المجاهد إبراهيم هنانو الذي كان يسعى لطرد الفرنسيين من البلاد.

## دراسته ونشأته

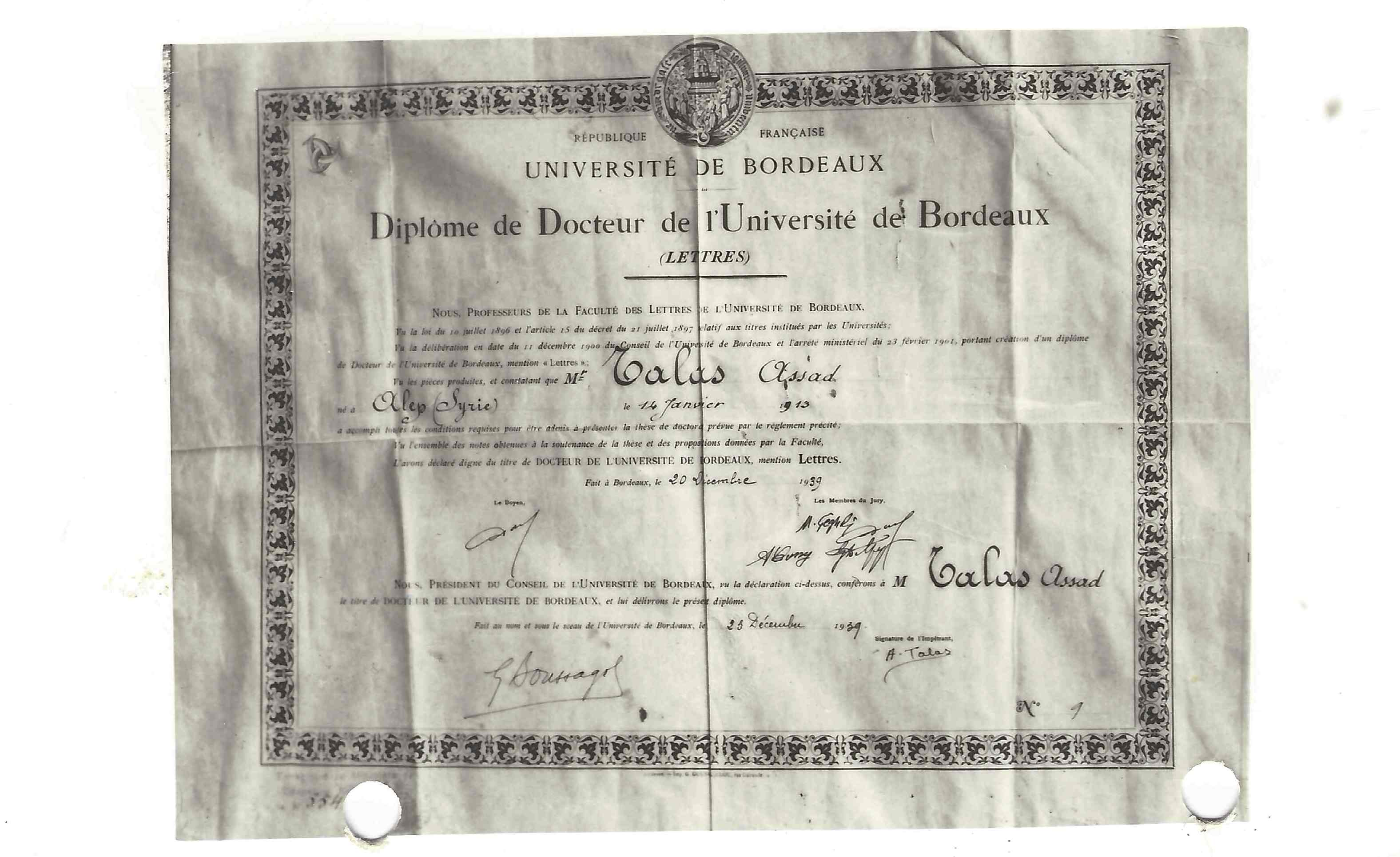
شهادة الدكتوراه من جامعة بوردو في فرنسا عام 1939

تلقى أسعد طلس تعليمه الأولي في المدرسة الخسروية في حلب لكنهُ لم يُكمل دراسته الثانوية هناك، فقد أرسله والدهُ الشيخ عبد الوهاب للدراسة في جامعة الأزهر، لكن الشاب توسّط فور وصولهِ إلى القاهرة لدى صديق والدهِ المنفيّ هناك الزعيم الوطني السوري عبد الرحمن الشهبندر، لإقناع والدهِ بدخول كلية الآداب في جامعة القاهرة بدلاً عن جامعة الأزهر، وهو الأمر الذي تحقق.
كان عام 1935 عاماً فاصلاً في حياة أسعد طلس الشخصية والمهنية على حدٍ سواء، ففي نفس العام الذي منحته جامعة القاهرة (في 9 حزيران/ يونيو) درجة الليسانس في الآداب فُجع بوفاة والدهِ الشيخ عبد الوهاب في حلب، ممّا اضطره للعودة سريعاً إلى سوريا لرعاية أسرتهِ فتمّ تعيينه في 2 تشرين الأول/ أكتوبر أستاذاً لمادة اللغة العربية في المدرسة التجارية بدمشق.
في تشرين الأول/ أكتوبر 1936 نقل إلى حلب ليعمل أستاذاً لمادة اللغة العربية في مدرسة التجهيز بحلب.
في عام 1938 نشر أسعد طلس مع اثنين من زملائه المدرّسين هما عمر يحيى ولطفي الصقال كتابًا لدارسي اللغة العربية بعنوان (تسهيل الإملاء بالطريقة الاستنباطية) كان أول مؤلفاته التربوية المطبوعة.
في 3 حزيران/ يونيو 1938 منحت كلية الآداب في جامعة القاهرة أسعد طلس شهادة الماجستير عن بحثهِ عن (يوسف بن عبد الهادي) بتزكية خاصة من المفكر أحمد أمين، ثم شهادة الدكتوراه عن كتابهِ (سر صناعة الإعراب لابن جنّي) بإشراف الاستاذين طه حسين وإبراهيم مصطفى.
في الأول من تشرين الثاني/ نوفمبر 1938 تمّ إيفاده إلى فرنسا للحصول على شهادة الدكتوراه من جامعة السوربون في باريس وهو في السادسة والعشرين من العمر. بدأ أسعد طلس دراسته في كلية الآداب هناك بإشراف المستشرق ريجيس بلانشير، لكن الاندلاع المباغت للحرب العالمية الثانية في 3 أيلول/ سبتمبر 1939 قلب الأوضاع في فرنسا رأساً على عقب فاضطرت جامعة السوربون لإغلاق أبوابها ممّا أجبره على الانتقال إلى جامعة بوردو حيث أنهى دراسته العليا وحصل على شهادة الدكتوراه بدرجة مشرّف جداً في 20 كانون الأول/ ديسمبر 1939 ونشر قبل مغادرته فرنسا كتابه الوحيد باللغة الفرنسية عن المدرسة النظامية بعنوان: La Madrasa Nizamiyya et Son Histoire الذي نشرته دار Librairie Orientale Paul Geuthner.

## حياته وعمله

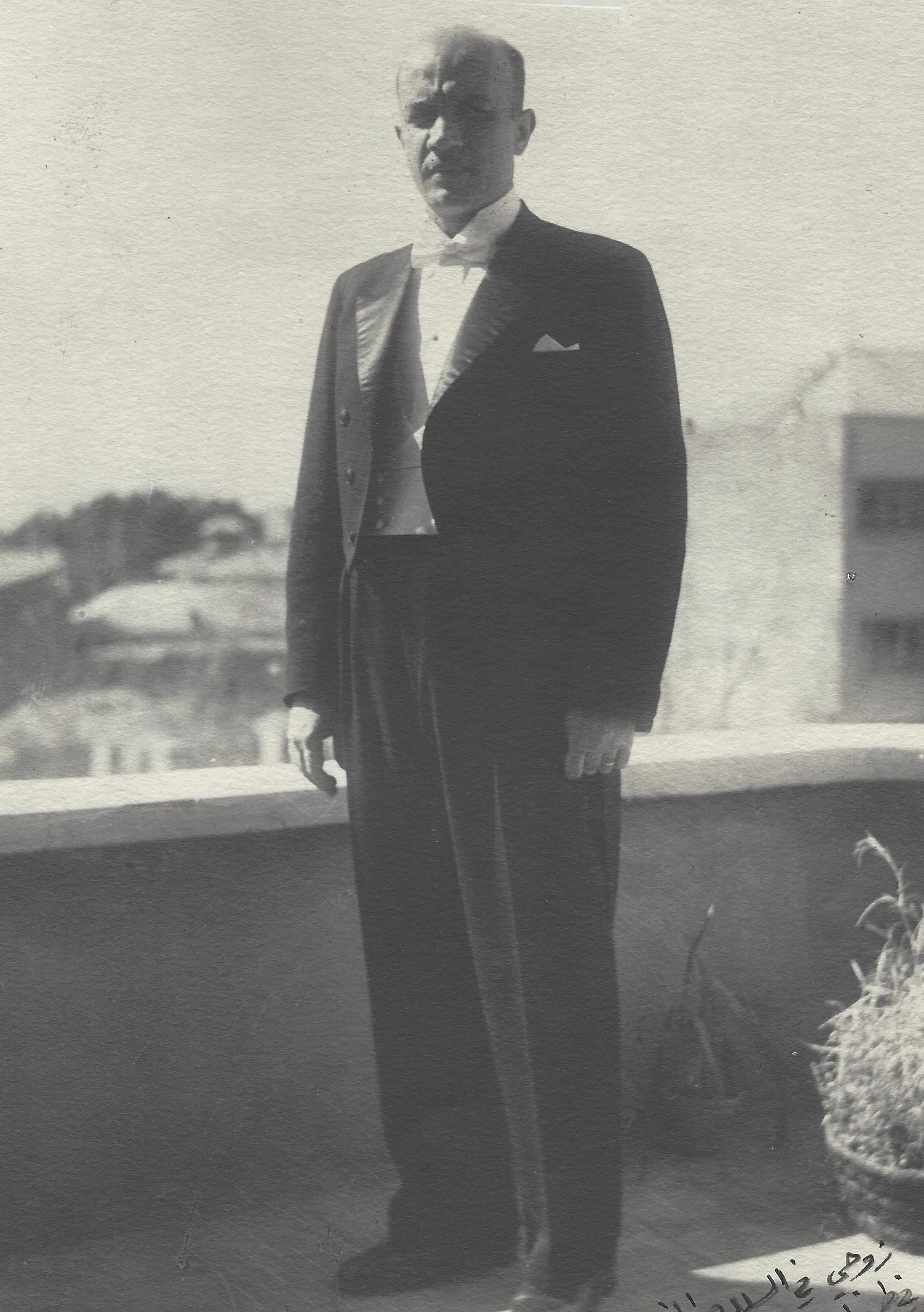
أسعد طلس في مقر عملهِ بالسفارة السورية في طهران عام 1946

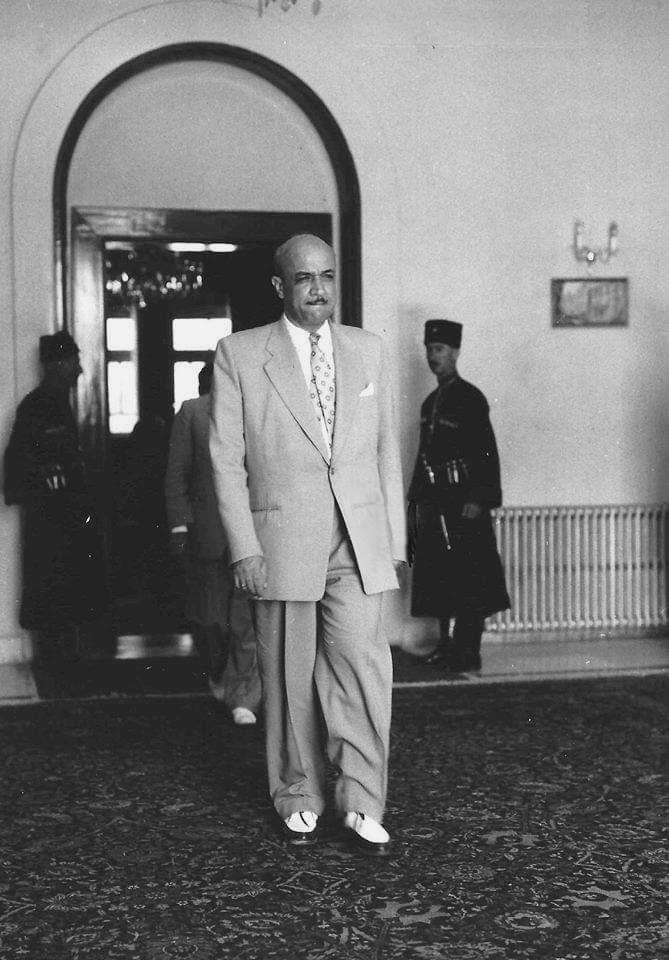

في عام 1940 عاد أسعد طلس من فرنسا إلى سوريا وعمل أستاذاً في مدرسة التجهيز في حلب لفترة قصيرة شهدت حدثين هامين في حياته، أولهما اغتيال الزعيم عبد الرحمن الشهبندر مرشدهِ وأبيهِ الروحي في 7 تموز/ يوليو، والثاني زواجهِ في 6 أيلول/ سبتمبر، ثم انتقالهِ إلى دمشق ليعود إلى مهنتهِ مدرساً في مدرسة التجهيز هناك.
في بدايات عام 1941 نشر أسعد طلس مع صديقه إبراهيم الكيلاني كتابهما المشترك الأدباء العشر وهو استعراض تعليميّ للسير الذاتية لعشرة من مشاهير أدباء وشعراء العرب القدامى والمُحدثين. صدر الكتاب بعنوانهِ اللغويّ المثير للجدل عن منشورات المكتبة العمومية في دمشق.
خلال عام 1942 استمر أسعد طلس في عملهِ في مدرسة التجهيز بدمشق وتمّ ضمّه وظيفيّاً إلى المندوبيّة العامة لفرنسا في الشرق. في هذا العام أيضاً انتهى من تحقيق ونشر كتاب (ثمار المقاصد في ذكر المساجد) ليوسف بن عبد الهادي وقام بإهدائهِ إلى أستاذهِ وصديقهِ محمد كرد علي رئيس مجمع اللغة العربية بدمشق.
في عام 1943 انتدبت الحكومة السورية أسعد طلس للعمل في المعهد الفرنسي بدمشق ليصبح أول سوري ينضم إلى المعهد، وفي تلك السنة رُزق بابنتهِ الأولى ميادة، ثمّ بابنته الثانية هالة في العام التالي 1944.
في عام 1945 نشرت دار المعارف في مصر كتابه (مصر والشام في الغابر والحاضر) الذي بحث فيهِ العلاقة التاريخية بين القطرين والشعبين، ونُشر الكتاب إبّان صعود تيارٍ قومي ينادي بالمزيد من التنسيق بين الدول العربية الفتيّة.

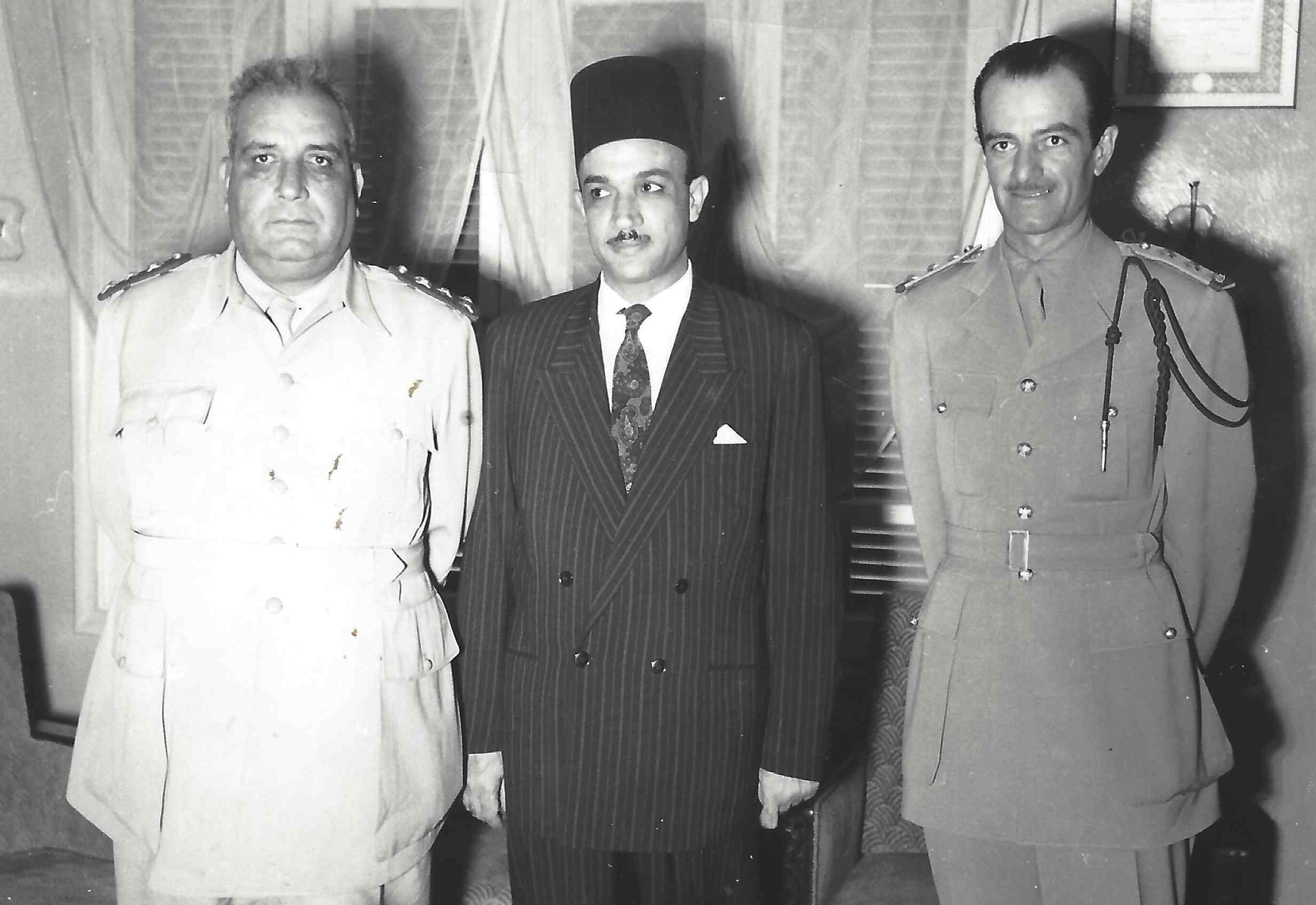
محمد أسعد طلس في الوسط وعن يمينهِ سامي الحناوي وعن يسارهِ خالد جادا مرافق الحناوي في منتصف عقد الأربعينات بالقرن العشرين

في عام 1945 أيضاً تأسست هيئة الأمم المتحدة وجامعة الدول العربية، وباتت حاجة الحكومات العربية ماسّة لاختيار شخصيات عامة لتمثيلها في المنابر الدولية. كان أسعد طلس واحداً ممّن وقع الاختيار عليهم فتمّ في 22 آذار/ مارس 1945 تعيينه مديراً للشؤون الإدارية في وزارة الخارجية السورية، وعندما قررت فرنسا في 17 نيسان/ أبريل 1946 الجلاء عن الأراضي السورية تمّ إصدار قرار بتعيينهِ أميناً عاماً لوزارة الخارجية بعدما استدعاه الزعيمان سعد الله الجابري وجميل مردم وطلبا منهُ العمل على إنشاء كادرٍ وطني للوزارة وهو في الرابعة والثلاثين من العمر.
في 26 أيار/ مايو 1946 رُزق أسعد طلس بابنته الثالثة غادة.
مثّل أسعد طلس بلاده في أكثر من موقع ديبلوماسي، فعُيّن قائماً بأعمال المفوضية السورية في إيران عام 1946 ثم قائماً بأعمال المفوضية السورية في اليونان عام 1947، كما اختير ممثلاً للحكومة السورية في لجنة التحقيق الدولية التي أرسلتها هيئة الأمم المتحدة إبان الحرب الأهلية اليونانية عام 1947. وقبل انتهاء ذلك العام دخل العالم العربي في مأساة جديدة إثر إعلان قرار تقسيم فلسطين بين العرب واليهود في 2 تشرين الثاني/ نوفمبر 1947.
في عام 1947 نشرت مطبعة الترقي بدمشق كتاب أسعد طلس عن (مخطوطات مكتبة المجلس النيابي في طهران) التي عكف على فهرستها أثناء تواجده في منصبهِ الديبلوماسي في إيران، وكان من المُلفت أن تقوم حفيدتهُ روعة طلس بتقديم نسخة من هذا الكتاب إلى الإمبرطورة فرح ديبا أرملة شاه إيران المخلوع محمد رضا بهلوي أثناء لقاءٍ أكاديميّ بينهما في منفاها في باريس بعد ذلك بتسعة وستين عاماً في 14 حزيران/ يونيو 2016.

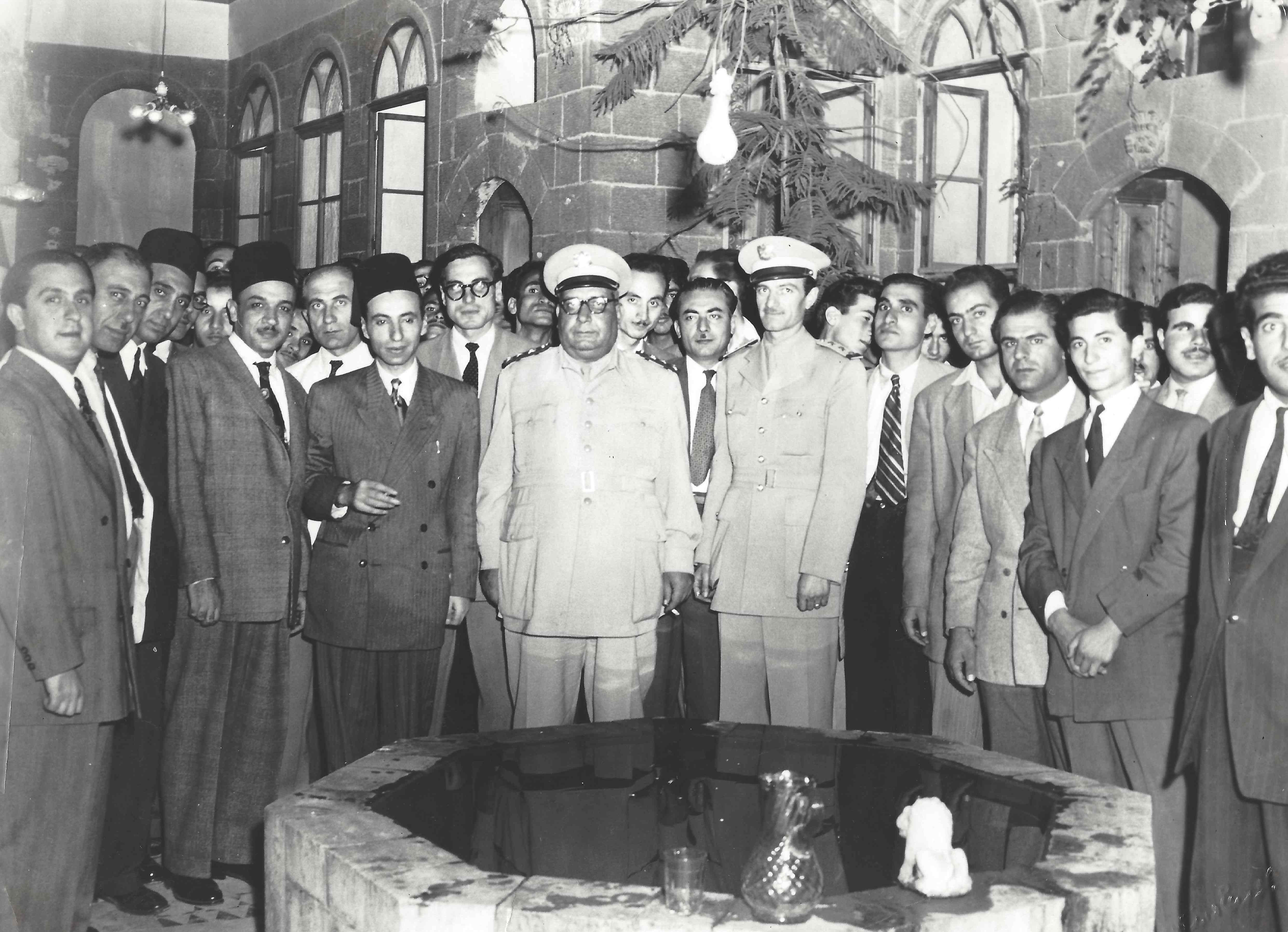
سامي الحناوي (في وسط الصورة) وعن يسارهِ باللباس العسكري مرافقه خالد جادا وعن يمينهِ ميشيل عفلق وأسعد طلس وصلاح الدين البيطار في لقاء سياسي بدمشق في عقد الخمسينيات من القرن العشرين

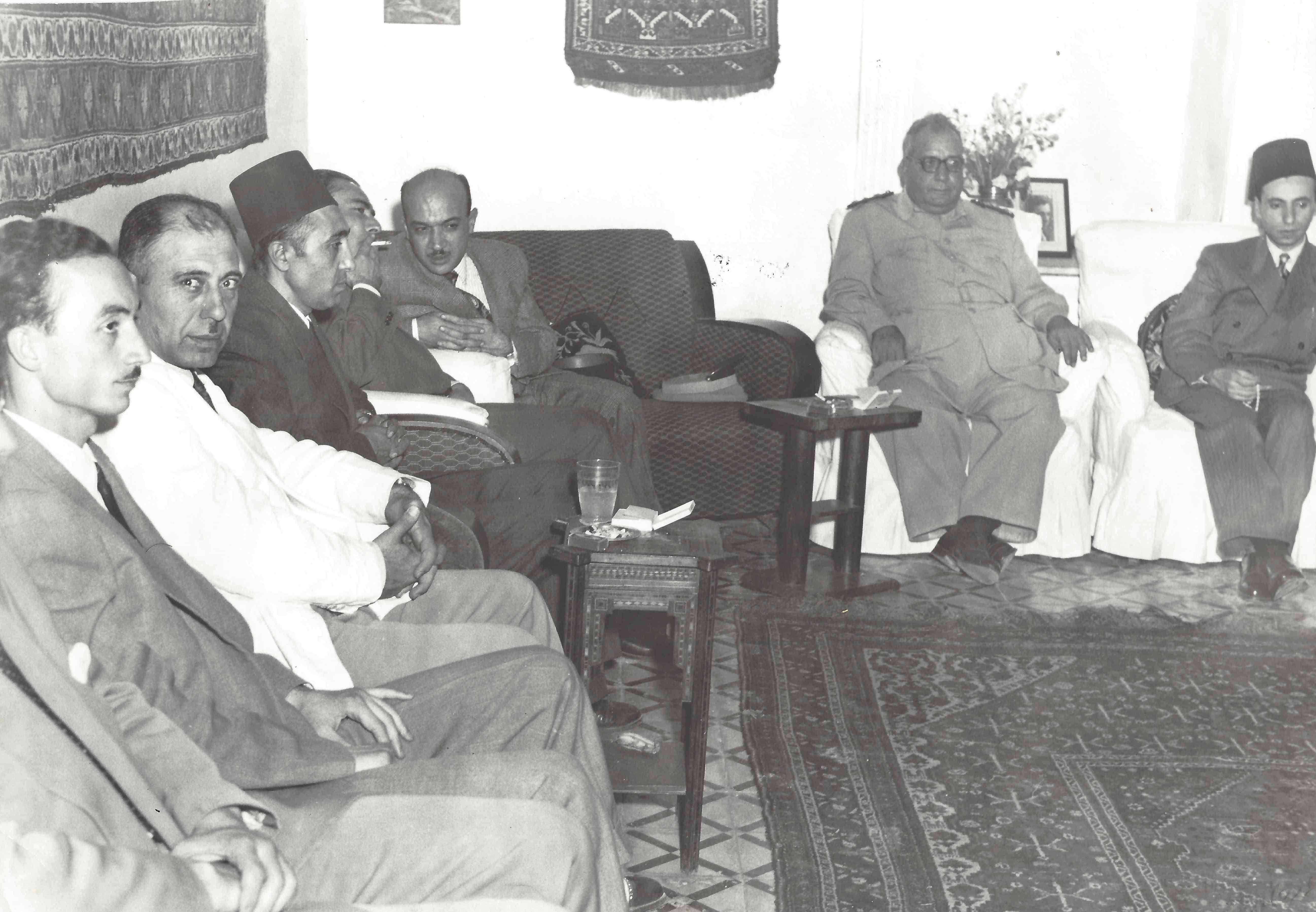
ميشيل عفلق (في اليمين) ثم سامي الحناوي ومحمد أسعد طلس ويظهر أيضا في اليسار صلاح الدين البيطار لابسا الطربوش في عقد الأربعينات من القرن العشرين

## عصر الانقلابات السورية

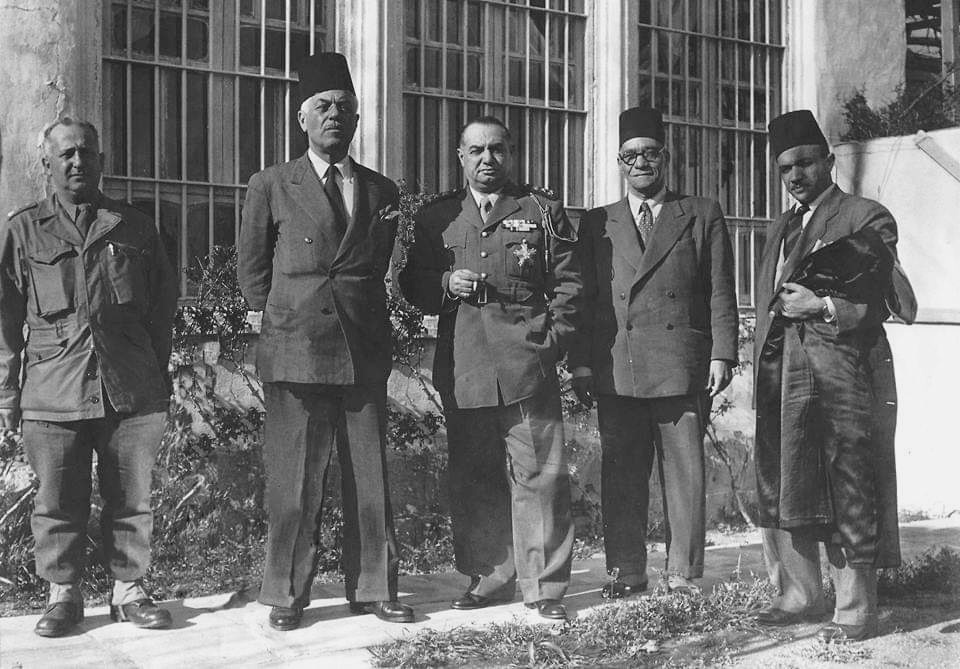
محمد أسعد طلس (الأول من اليمين) ثم محمود عزمي ثم حسني الزعيم (في الوسط) ثم عادل أرسلان ثم فوزي سلو في عقد الأربعينيات من القرن العشرين

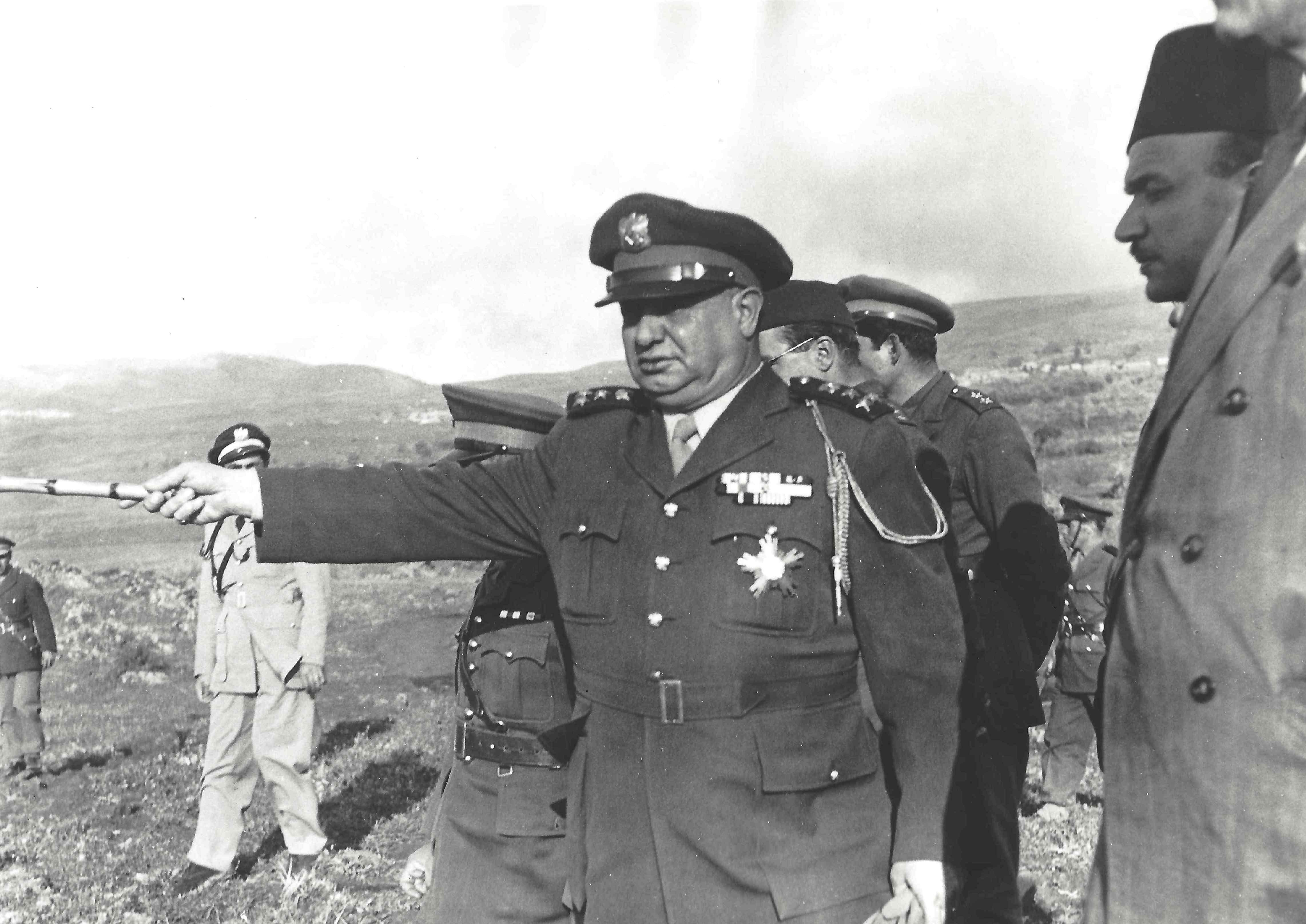
حسني الزعيم مع محمد أسعد طلس في الجبهة السورية عام 1949

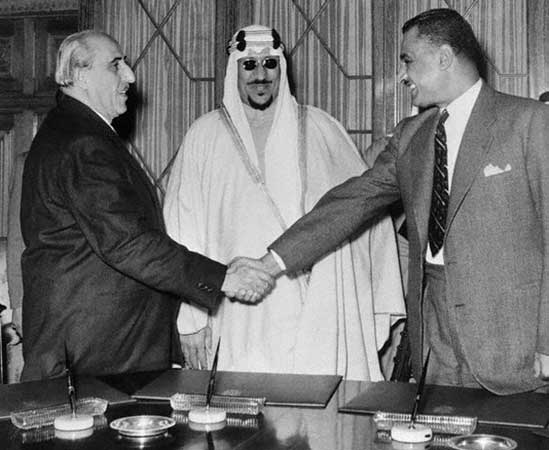
شكري القوتلي والملك سعود وعبد الناصر في قمة السعودية عام 1956.

في 15 أيار/ مايو 1948 أعلن عن قيام دولة إسرائيل، وتعبيراً عن رفضها قيامَ الدولة اليهودية دخلت جيوش بعض الدول العربية إلى فلسطين وبرز اسم سامي الحنّاوي كواحدٍ من العسكريين السوريين الذين أبلوا بلاءً حسناً في المعارك التي أوقفتها هدنةٌ أولى في 11 حزيران/يونيو ثم هدنة ثانية 19 تموز/ يوليو مالت معها كفّة الميزان العسكري لصالح إسرائيل التي بسطت سيطرتها في نهاية المطاف على قسم هام من فلسطين. كانت خيبة الأمل العربية عميقة وشاملة وبدأ الحديث يتصاعد عن تخاذل وفساد الجيوش العربية. في دمشق استقال وزير الدفاع أحمد الشرباتي وأُحيل رئيس الأركان عبد الله عطفة إلى التقاعد، وبتقاعدهِ أصبح منصبه العسكري شاغراً فتمّ تعيين مدير الأمن العام آنذاك حسني الزعيم بمنصبه بدلاً عنه.
يمكن اعتبار عام 1949 عام الانقلابات العسكرية السورية بدون منازع، فخلال تسعة أشهر فقط شهدت سوريا ثلاثة انقلابات عسكرية عبّرت بوضوح عن حال الإستعصاء الداخلي الذي وصلت إليه الجمهورية المضطربة بعدما غدت ساحةَ صراعاتٍ لقوى إقليمية ودولية متعددة. في 30 آذار/ مارس حصل الانقلاب الأول وأنهى حسني الزعيم مرحلة الحكم الدستوري بإقصاء الرئيس شكري القوتلي، وبعد ذلك بأشهر قليلة في 14 آب/ أغسطس حصل الانقلاب الثاني حيث أنهى سامي الحنّاوي ومعه أسعد طلس حُكم حسني الزعيم، وبعد أشهر قليلة أخرى في 19 كانون الأول/ ديسمبر قام أديب الشيشكلي بالانقلاب الثالث على سامي الحنّاوي وأسعد طلس.
في بدايات فترة الانقلاب الأول لم تكن علاقة قائد الانقلاب حسني الزعيم بأسعد طلس سيئة، فبعد وصولهِ إلى السلطة اختارهُ مستشاراً شخصياً له. قَبِل أسعد طلس المنصب في البداية لكنّ توجّهات الزعيم السياسية التي تبلورت لاحقاً أثارت قلقه، خصوصاً فيما يخصّ الموقف من دولة إسرائيل وما كان يتسرّب من إشاعاتٍ عن مفاوضاتِ سرية للزعيم معها، وصِلاته الملتبسة بالأميركيين، ودورهُ في تمرير صفقة أنابيب شركة التابلاين النفطية عبر الأراضي السورية، ورفضهُ الصريح لأي تقاربٍ وحدويّ مع العراق. باعدت هذهِ المواقف بين الرجُلين تدريجياً حتى بلغت نقطة اللاعودة، ووصل أسعد طلس إلى قناعة بضرورة وقف توجّهات حسني الزعيم الخطرة وقرر الانقلاب عليه.
في 21 نيسان/ أبريل 1949 توجّه الزعيم إلى القاهرة ليؤكد للمصريين ابتعادهِ الكامل عن أي تنسيق مع المملكة العراقية ورغبتهِ الأكيدة في الانضمام إلى المحور المصري-السعودي، ونتيجةً لذلك اعترفت مصر ومعها السعودية بشرعية انقلابه، وتمّ الإتفاق بين الأطراف الثلاثة على إطلاق سراح الرئيس المعتقل شكري القوتلي في صفقة سياسية تُرضي الجميع، وعلى الفور بدأ حسني الزعيم هجومه على الهاشميين في العراق والأردن.
توجّس حسني الزعيم من مستشاره أسعد طلس الذي بات يخالفه في الكثير من التوجهات فقرّر إبعادهُ عن دائرة القرار السياسي وأصدر في 11 تموز/ يوليو 1949 المرسوم رقم 52 القاضي بإبعادهِ عن وزارة الخارجية وإعادتهِ إلى موقعهِ القديم في وزارة المعارف، وبالفعل تمّ نقل أسعد طلس إلى مِلاك وزارة المعارف في 31 تموز/ يوليو تنفيذاً لأوامر الزعيم الشخصية.
كان أسعد طلس العقل المدبر للانقلاب السوري الثاني الذي أنهى فترة حكم حسني الزعيم، والذي قام به اللواء سامي الحنّاوي عديلُ أسعد طلس وصديقهُ، فقد تمكّن من إقناع اللواء الحناوي بقيادة مجموعةٍ من الضباط المستائين من سياسات الزعيم للتحرك عسكرياً والقضاء على حكمه، وبنجاح الانقلاب عاد أسعد طلس إلى وزارة الخارجية أميناً عاماً لها في 14 آب/ أغسطس 1949 ليلعب دوراً بارزاً في صياغة السياسة الخارجية السورية خلال الأشهر القليلة التي تولّى فيها الحنّاوي ورجاله زمام الأمور. غضبَت مصر والسعودية من نجاح انقلاب الحناوي وإقصاء حليفهما حسني الزعيم من منصبه فقررتا التحرك ضد الحكم الجديد، أما الهاشميون فقد أيّدوا الانقلاب.
بعد نجاح انقلاب سامي الحناوي وصل إلى دمشق وفد سياسيّ عراقي التقى بأسعد طلس في وزارة الخارجية السورية. أكّد أسعد طلس لأعضاء الوفد أن سوريا تؤمن بالاتحاد العربي وصولاً إلى الوحدة الشاملة لكنها لا تستطيع أن تستسلم للملكية التي تحكم العراق وأنها قد تقبل الآن بالإتحاد مع العراق شريطة أن يتخلص من نظامهِ الملكي. ردّ العراقيون مقترحين إعلان قيام الاتحاد برئاسة ملك العراق (على أن يخلق الله ما يشاء في المستقبل) وعندما قال أسعد طلس أن سوريا تخشى عاقبة مثل هذا التصرف أجابه أعضاء الوفد العراقي بضرورة الإطمئنان إلى المستقبل لأن (دم الثورة يغلي في جسم الشعب العراقي) و(لن يكون يوم الثورة ببعيد).
أُجريت انتخابات حرة في عهد الحناوي الذي لم يكُن يريد البقاء في سدّة الحكم ووضع دستورٍ مؤقت للبلاد، لكن مسيرة العودة إلى النظام الدستوري تعرضت لانتكاسة مبكرة فجر يوم 19 كانون الأول/ ديسمبر 1949 عندما وقع الانقلاب الثالث وقضى أديب الشيشكلي بدورهِ على حكم سامي الحناوي وشريكهِ أسعد طلس.
تمكّن الانقلابيون من إلقاء القبض على اللواء الحناوي في منزلهِ واقتادوه إلى السجن لكنهم فشلوا في إلقاء القبض على أسعد طلس الذي غادر منزله قبل ساعات من وقوع الانقلاب والتجأ سراً إلى مبنى السفارة العراقية في دمشق.
صباح يوم 19 كانون الأول/ديسمبر 1949 قام الانقلابيون بتسريح أسعد طلس المتواري عن الأنظار من الخدمة المدنية، وعلى الرغم من سعيهم الحثيث لإلقاء القبض عليهِ فقد تمكّن من مغادرة سوريا سرّاً إلى لبنان ليقود من هناك مساعٍ حثيثة للضغط على السلطات الانقلابية لإطلاق سراح شريكه سامي الحناوي المحتجَز في سجن المزّة بدمشق، وعندما بدأ الشيشكلي يضغط بشدّة على رئيس الوزراء اللبناني آنذاك رياض الصلح لتسليمهِ، رفض رياض الصلح التسليم ونصح أسعد طلس بمغادرة لبنان في أسرع وقت لعدم قدرتهِ على توفير الحماية لهُ خاصةً بعدما تواردت أنباء تفيد بأنّ أديب الشيشكلي أوفد بعض رجالهِ إلى لبنان لتعقّب أسعد طلس بهدف اختطافه أو اغتياله.

## اللجوء إلى العراق
غادر أسعد طلس بيروت إلى بغداد في 26 كانون الأول/ ديسمبر 1949 برفقة صديقهِ حيدر الركابي وعند وصوله إلى العاصمة العراقية استقبلته أحزاب الاستقلال والوطني الديمقراطي، ونادي البعث العربي بالترحاب. وبين 26 كانون أول/ ديسمبر 1949 و 19 إيلول/ سبتمبر 1950 أمضى فترة لجوئهِ الأولى في العراق. كان أسعد طلس في البداية مؤمناً بصدق نوايا العراقيين الوحدوية لكنهُ بمرور الوقت أخذ يقتنع بأن الحكم هناك، وخاصةً الوصيّ عبد الإله كان يعمد فقط إلى المماطلة والتسويف استجابةً لتعليمات البريطانيين الذين لم يكونوا راغبين في قيام أي نوع من التنسيق بين البلدين. التقى أسعد طلس خلال فترة لجوئه إلى العراق ثلاث مرات على الأقل بالوصيّ عبد الإله، الأولى في 6 كانون الأول/ديسمبر 1949 والثانية في 1 شباط/فبراير 1950 والثالثة في 2 نيسان/أبريل 1950، لكن هذه اللقاءات الثلاثة لم تكن لِتَردم الهوة الواسعة بين شخصين كانا على طرفَي نقيض.
منحت السلطات العراقية أسعد طلس وضع اللجوء السياسي وأعطته راتباً شهرياً متواضعاً لتدبير أمورهُ المعيشية، وحرص هو بالتالي على عدم القيام بأي نشاط سياسي ملحوظ خاصةً وأنه بدأ يشعر أن رئيس الوزراء المتنفذ نوري السعيد الذي لم يكن راضياً عن وجودهِ في العراق أخذ ينسّق في الخفاء مع أديب الشيشكلي لإبعاده.
انتهز أسعد طلس فرصة تواجده في بغداد فانصرف لمتابعة اهتماماته البحثيّة وبدأ عملاً دؤوباً لفهرسةِ خزائن المخطوطات القيّمة في مديرية الأوقاف العامة بمساعدة ابن خالتهِ مدير الأوقاف العام في بغداد آنذاك موسى كاظم آل شاكر، كما نشر أيضاً الكتاب الذي قام بتحقيقه بعنوان (الوسائل إلى معرفة الأوائل) من تأليف جلال الدين السيوطي، ولسببٍ غير معروف اختار الناشر تغيير عنوان الكتاب إلى (الوسائل إلى مسامرة الأوائل) بدلاً من الإبقاء على العنوان الأصلي.
في 8 كانون الثاني/ يناير 1950 زار أديب الشيشكلي القاهرة في مسعى لإعادة الدفء إلى العلاقات السورية-المصرية التي توترت إبّان فترة حكم الحنّاوي. حصل الشيشكلي على قرض مصريّ لدعم الاقتصاد السوري مقابل موافقة سوريا على توقيع معاهدة الدفاع المشترك والتعاون الاقتصادي العربي التي جاءت رداً على فكرة التقارب بين سوريا والعراق، و بذلك غدت سوريا جزءاً من المحور السعودي-المصري المناوئ للحلف الهاشمي.
في أعقاب الإعلان عن التفاهم السوري-المصري وجد العراق أن عليه أن يتحرك لإنقاذ علاقته بالمحور المناوئ، فذهب وزير الخارجية العراقي إلى القاهرة التي استقبلته يوم 21 كانون الثاني/ يناير 1950 بترحاب واضح. وخلال أيام توصّل الطرفان إلى اتفاق تهدئة تعهّد كلٌّ منهما معهُ بالامتناع عن التدخل المباشر في الشؤون السورية وتأجيل الحديث عن أية صفقة إتحادية أو وحدوية بين العراق وسوريا مدة خمس سنوات كاملة.
بعد إقرار الدستور السوري الجديد في الخامس من إيلول/ سبتمبر 1950 واستجابةً للضغوط الشعبية والإقليمية المتصاعدة أطلق أديب الشيشكلي سراح سامي الحناوي ورجاله، وفي التاسع من الشهر نفسه غادر الحناوي للمرة الأخيرة موطنه سوريا بسرّية تامة إلى لبنان دون أن يعلم أنه لن يعود اليه حياً بعد ذلك.
غادر أسعد طلس بغداد إلى بيروت على عجل في 19 أيلول/ سبتمبر 1950 للقاء شريكه الحناوي، وفي الثاني والعشرين من الشهر نفسه التقى رئيس الوزراء اللبناني رياض الصلح، وفي اليوم التالي تمّ اللقاء بين أسعد طلس والحناوي للمرة الأولى منذ وقوع انقلاب الشيشكلي. تكررت لقاءات الرجلين في بيروت، ودوّن أسعد طلس في أوراقهِ الشخصية بعض ما دار في هذه اللقاءات المطولة، وكان من المفارقات أن الحناوي أسرّ لأسعد طلس في لقاء جرى بينهما يوم 3 تشرين الأول/ أكتوبر أنه يحسّ بدنوّ أجَله وأنّ هناك مَن سيتمكن من اغتياله.

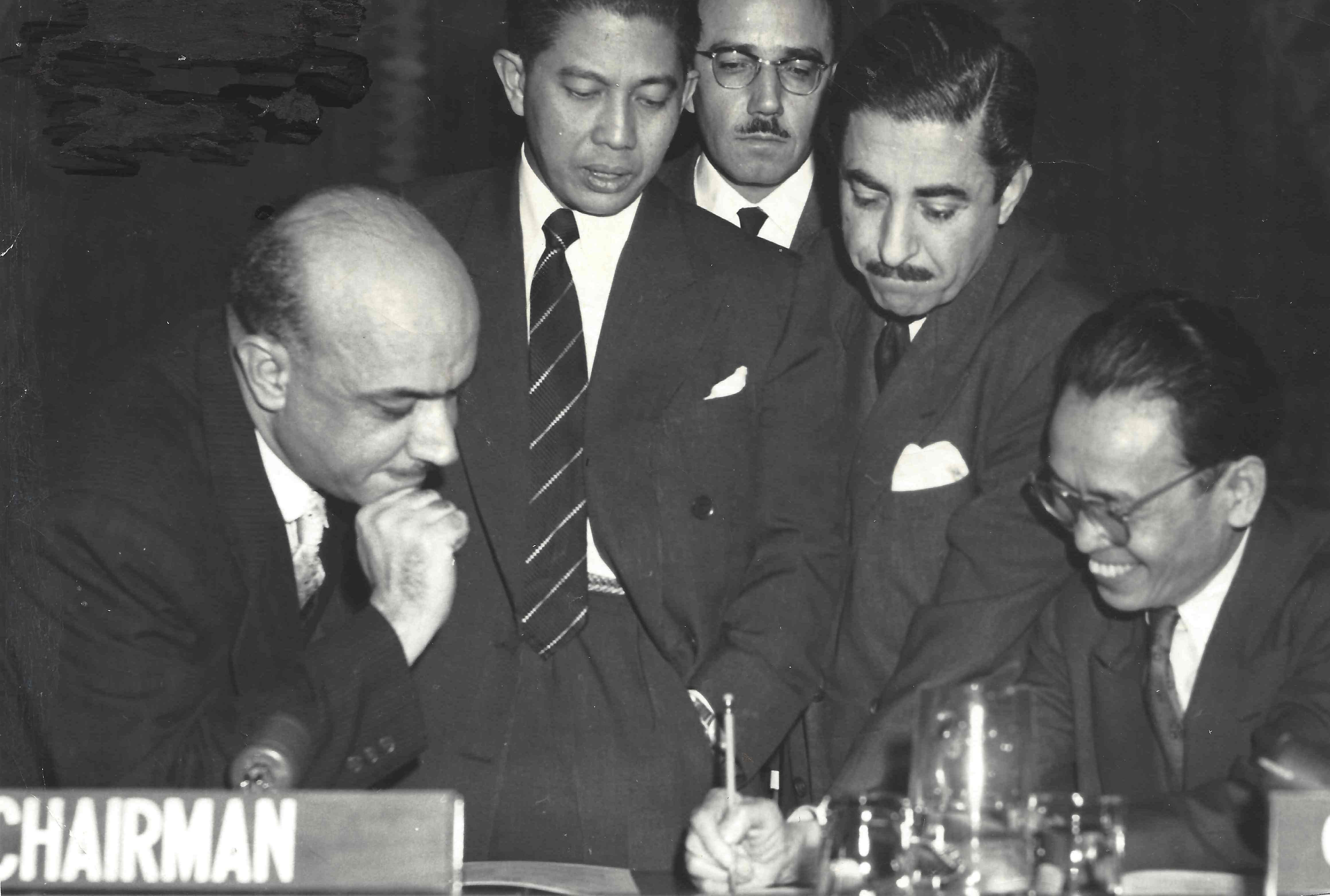
أسعد طلس (أقصى اليسار) خلال اجتماع الجمعية العمومية للأمم المتحدة يوم 19 شباط 1957 في نيويورك بحضور الأمين العام للجمعية ومندوبي كل من مصر ولبنان واندونيسيا

تحققت نبوءة الحناوي في 30 تشرين الأول/ أكتوبر 1950 عندما اغتيل في أحد شوارع بيروت وهو يهمّ بركوب حافلةٍ عامة في وضح النهار. كانت ابنة أسعد طلس ذات السنوات السبع ميادة تمسك بيدهِ عندما أطلق حرشو البرازي النار عليه مُحملاً إياه مسؤولية مقتل حسني الزعيم قائد الانقلاب الأول ورئيس وزرائه محسن البرازي صبيحة الانقلاب على حكمهما قبل ذلك بأشهر قليلة. سقط الحناوي قتيلاً بقرار متسرّع لشابٍ مندفع من أسرة البرازي التي كانت تريد الثأر لمقتل أحد أبنائها. نُقلت جثة سامي الحناوي لاحقاً إلى سوريا لتشيّعَه مدينته حلب في جنازة مهيبة يوم 2 تشرين الثاني/ نوفمبر ويُدفن في مقبرة هنانو الشهيرة، أما أسعد طلس الذي لم يتمكن من المشاركة في التشييع فقد عاد إلى بغداد في 9 تشرين الثاني/ نوفمبر بجواز سفر يحمل اسماً مُستعاراً هو عبد السلام القيمقجي بعد أن فقد إلى الأبد قريبه وشريكه في الانقلاب.
عقب اغتيال الحناوي آثر أديب الشيشكلي التراجع قليلاً لإفساح المجال أمام السياسيين المدنيين السوريين للعب دور أكبر في إدارة شؤون البلاد مع حرصهِ على استمرار سيطرته الكاملة على الجيش مصدر القوة الرئيسية فيها، لكن الاضطراب والخلاف ظلّا السمة التي طبعت السياسة الداخلية السورية في تلك المرحلة.
في 16 تموز/ يوليو 1951 إغتيل رئيس الوزراء اللبناني رياض الصلح وهو في ضيافة الملك عبد الله بن الحسين في الأردن، وبعد ذلك بأيام إغتيل العاهل الأردني نفسه فتم اختيار ابنه الأمير طلال بن عبد الله ملكاً على الأردن خلفاً له، وبدا الإقليم كله سائراً نحو مرحلة جديدة من التصعيد الدمويّ.
في دمشق وجد أديب الشيشكلي أن الفرصة قد حانت من جديد لتشديد قبضته على مقادير البلاد، فقام في ليلة 28-29 تشرين الثاني/ نوفمبر 1951 بانقلابه الثاني على حكومة معروف الدواليبي المدنيّة وتولى زمام الأمور بشكل مباشر وعند ذلك قدّم الرئيس هاشم الأتاسي استقالته من منصبه في 2 كانون الأول/ ديسمبر 1951 احتجاجاً. رفض العراق الانقلاب لكن السعودية ومصر ولبنان ومعها القوى الغربية أيدت الشيشكلي الذي غدا رجل سوريا القوي بلا منازع. كان أسعد طلس يتابع كل هذه التطورات المقلقة التي عصفت بوطنهِ من ملجأهِ السياسي في بغداد التي لم تكن بدورها أقل اضطراباً.
في العراق تحركت الأحزاب والجامعات ضد سياسة الوصيّ عبد الإله الذي شعر بالخطر فقرّر مواجهة الاضطرابات بالقمع وتعطيل الصحف ومنع التظاهر، وعندما عاد الملك الشاب فيصل الثاني أخيراً إلى بغداد بعد إنهاء دراسته في بريطانيا في 23 تشرين الأول/ أكتوبر 1952 استبشر العراقيون بعودتهِ آملين أنها ستعني نهاية نفوذ خاله الوصيّ عبد الإله لكن آمالهم سرعان ما تبخّرت عندما استمرت الأمور على حالها دون أيّ تغيير. عند هذه النقطة أيقن أسعد طلس عقم أية مساعٍ للتعاون مع الوصيّ لذلك قرر الانصراف بشكل كامل إلى اهتماماتهِ البحثيّ فانكبّ على العمل في فهرسة مخطوطات خزائن الأوقاف العراقية، وعندما شعر أنّ الأوضاع في وطنهِ تبدو ذاهبة نحو الأسوأ وأنّ إقامته في العاصمة العراقية ستكون إقامة طويلة قرّر العمل أستاذاً في كلية الآداب في جامعة بغداد.
بعد أربع سنوات من العمل الدؤوب، نشر أسعد طلس في عام 1953 في بغداد كتابه (الكشّاف عن مخطوطات خزائن كتب الأوقاف) وأهداهُ إلى (الشباب القومي في دنيا العروبة، إلى المؤمنين بماضي أمّتهم الخالدة، إلى العاملين الذين يعتزّون بتراث أمّتهم الفكري ونضالها السلميّ، إلى تلك الفئة المتأججة وطنيةً وعِزّة قومية، إلى الشباب الجامعيّ النابه في الشام والعراق وشمالي أفريقيا).
شهد عام 1953 دخول شخصيات جديدة كثيرة إلى المعترك السياسي العربي، ففي الأول من آذار/ مارس اعتلى الملك الشاب فيصل الثاني رسمياً عرش العراق عقب بلوغه السنّ القانونية. فقدَ خالهُ الأمير عبد الإله منصبه الرسمي كوصيّ على العرش لكنهُ لم يفقد نفوذه وظلّ رجل بريطانيا القوي الذي يدير سياسة المملكة. وفي الثاني من أيار/ مايو تمّ تتويج ملكٍ شاب آخر هو الحسين بن طلال ملكاً على الأردن.
في 10 تموز/ يوليو 1953 أجرى أديب الشيشكلي انتخابات رئاسية صوريّة أوصلتهُ إلى حكم سوريا بسلطات فردية شبه مطلقة وأتبعها في 9 تشرين الأول/ بانتخابات برلمانية أثارت الكثير من المعارضة الشعبية. عند هذه المرحلة انخرط أسعد طلس بشكل مباشر مع كثيرين غيره داخل سوريا وخارجها في معارضة علنية لحكم أديب الشيشكلي الذي ردّ بقمع أكثر شدّة وعنفاً، وخصّ المملكة العراقية التي مدّت يد العون لخصومهِ السياسيين بحملات شعواء زادت حالة التوتر بين البلدين.
في الأول من شباط/ فبراير 1954 بعث أسعد طلس برسالة هامة إلى العاهل السعودي الملك سعود بن عبد العزيز يدعوه فيها صراحةً لدعم معارضي حكم أديب الشيشكلي، لكن الملك السعودي ردّ على رسالة أسعد طلس بكتابٍ لم يتضمن أية وعودٍ قاطعة، واكتفى بالإشارة إلى أن أهداف المملكة المعروفة هي (خير العرب والمحافظة على كيان واستقلال سوريا والتمني بأن تجتمع كلمة أبنائها لما فيه مصلحة وطنهم واستقلاله التام).
نجحت أخطاء الشيشكلي المتراكمة وفي مقدمتها حملته العسكرية الدامية على بعض المنشقين في جبل الدروز، ثم الاستقطاب الحاد الذي نشأ في أوساط كبار ضباط الجيش الذي انقسم على نفسه في إقناعه أخيراً بضرورة الانسحاب من المشهد السياسي حقناً للدماء. قدّم الشيشكلي في 25 شباط/ فبراير 1954 استقالته الطوعية من منصبهِ الرئاسيّ وغادر سوريا إلى المنفى، وكان من المصادفات المُلفتة قيام جمال عبد الناصر في نفس اليوم بالإطاحة باللواء محمد نجيب ليتزعّم بشكل مباشر تنظيم الضباط الأحرار في مصر.
في الأول من آذار/ مارس 1954 نشر أسعد طلس كتاب (المصايد والمطارد) لكشاجم الذي حقّقه أثناء وجوده في العراق، وكان من المُلفت أن صديقهُ سلمان الصفواني صاحب جريدة اليقظة العراقية وناشر الكتاب أهدى العمل إلى (ذكرى البطل العربي الخالد والجندي القومي المجاهد الذي بذل روحه في سبيل أمتهِ العربية وقضى في سبيل عزّتها ووحدتها، الشهيد اللواء سامي الحناوي).
تنفّست سوريا الصعداء برحيل الشيشكلي إلى منفاه في الأول من آذار/ مارس 1954 وعاد الرئيسان السابقان هاشم الأتاسي وشكري القوتلي ومعهم العديد من رجال السياسة إلى البلاد، وكان أسعد طلس في مقدّمة العائدين في حزيران/ يونيو 1954.

## العودة إلى سوريا

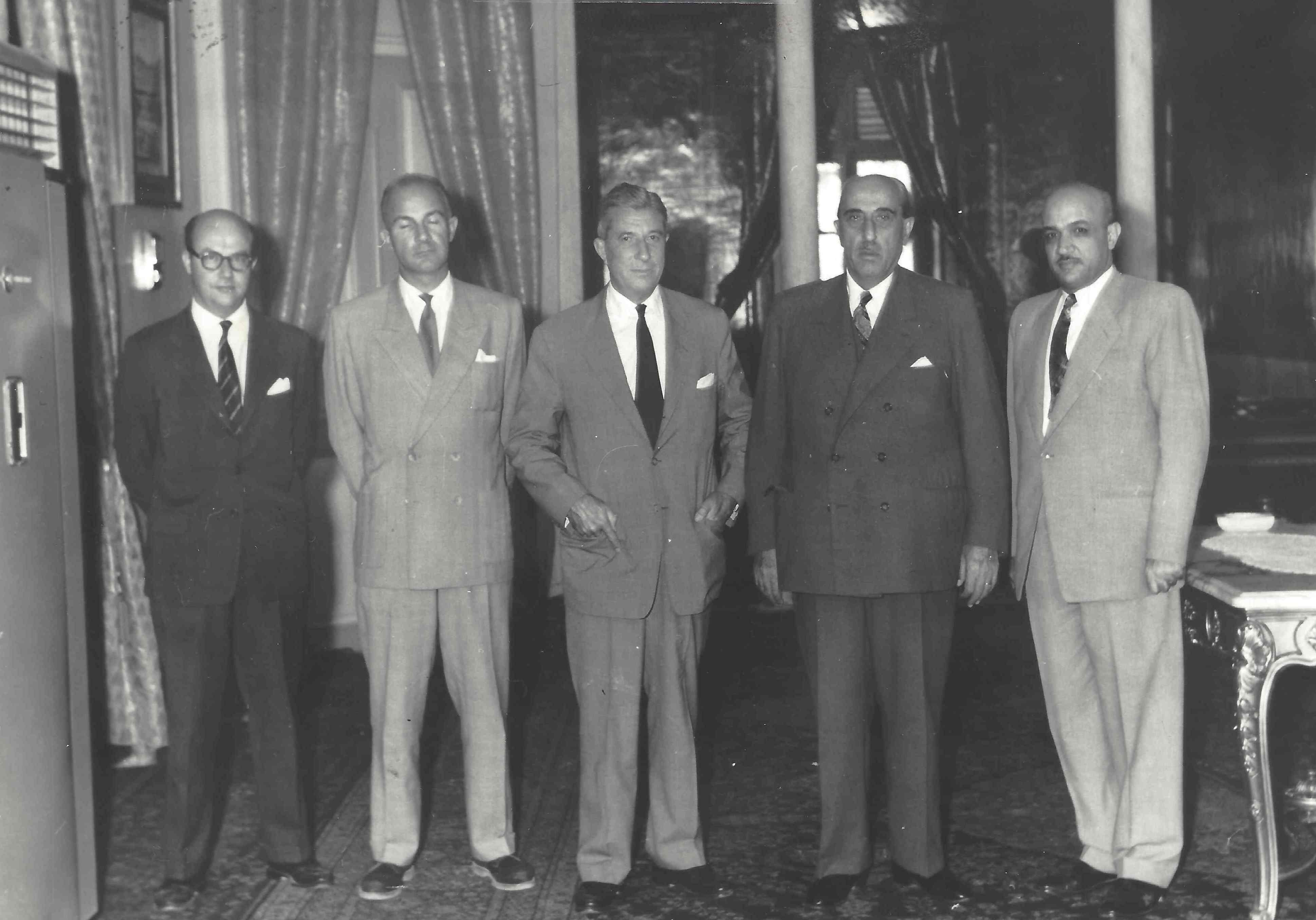
اسعد طلس (أقصى اليمين) الأمين العام لوزارة الخارجية، وعن يمينه الرئيس السوري شكري القوتلي مع وفد أجنبي في دمشق في خمسينات القرن العشرين

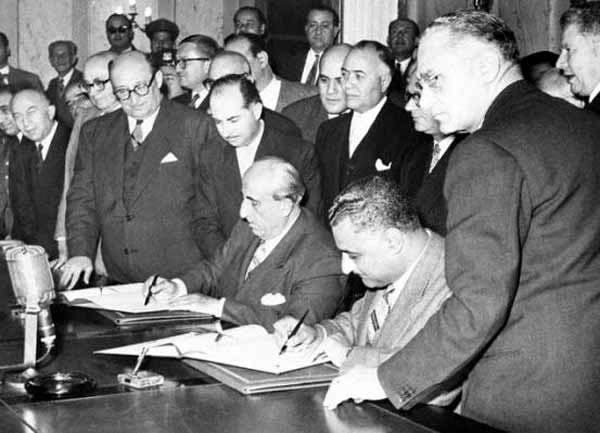
شكري القوتلي وجمال عبد الناصر يوقعان اتفاقية الوحدة المشتركة بين البلدين في 22 شباط/فبراير 1958.

استمر التوتّر في العلاقات العربية، وعلى الرغم من لقاء جمال عبد الناصر برئيس الوزراء العراقي نوري السعيد في 15 أيلول/ سبتمبر 1954 إلا أن مصر التي أقلقها الحديث المتصاعد عن قرب إنشاء حلفٍ إقليميّ مُعادٍ لها قررت التصدّي مبكراً لهذا المشروع بالاعتماد على الزخم الشعبي الذي تمتّعت بهِ عبر دعمها المباشر للثورة الجزائرية. لم تلبث سوريا أن عادت من جديد إلى دورها التقليديّ ساحة لصراع مكشوف بين القوى العربية والإقليمية. تنافس السعوديون والمصريون والعراقيون على الأرض السورية بغير هوادة واستخدموا كل ما لديهم من نفوذ سياسي وقدرات مالية للوصول إلى أهدافهم.
بعد عودته إلى وطنه الأم واستقراره مع أسرته في العاصمة دمشق، رُزق أسعد طلس بابنته الرابعة خلود في الرابع من إيلول/ سبتمبر 1954.
في 25 شباط/ فبراير 1955 تم التوقيع على ميثاق حلف بغداد الذي غدا حقيقة واقعة أرّقت الحكم المصريّ وأدخلت المنطقة العربية في دائرة المواجهة المباشرة. أيقن جمال عبد الناصر أن هزيمة الحلف لن تكون ناجزةً إلا ببسط نفوذهِ الصريح في سوريا، وبعد يومين اثنين فقط من التوقيع على الميثاق سقطت في دمشق حكومة فارس الخوري المحايدة والمتعاطفة مع العراق لتبدأ الحقبة المصرية في تاريخ سوريا الحديث بإعلان الحكومة الجديدة تأييدها الصريح لمصر (عبد الناصر).

## في مواجهة الدولة الأمنية
انتهز المصريون حادثة الاغتيال الغامض للضابط الشاب عدنان المالكي في الملعب البلدي بدمشق في 22 نيسان/ أبريل 1955 وما أعقبها من توتّر مجتمعيّ ليعززوا تغلغلهم في المفاصل الأمنية للدولة السورية، وأصبح عبد الحميد السرّاج رئيس المكتب الثاني (المخابرات السورية) رجُلهم الأول وحليفهم الأمنيّ المخلص، وقبل مرور أقل من شهرين على اغتيال عدنان المالكي أوفدت مصر سفيرها المخضرم محمود رياض ليكون شريك السرّاج الديبلوماسيّ في تدعيم النفوذ المصري المتصاعد في سوريا.
صعد نفوذ عبد الحميد السرّاج وجهاز استخباراتهِ بشكل لافت على حساب الدولة المدنية في سوريا، وعلى الرغم من إعادة انتخاب شكري القوتلي رئيساً للجمهورية مرة أخرى في 18 آب/ أغسطس 1955 إلا أن القوتلي لم يكن أكثر من رئيس دولةٍ غدت خاضعة لسيطرة جهاز أمن قمعيّ يُرعب الناس ويكبّل الحريات العامة. وفي خريف عام 1955 بدأ تزويد الجيش السوري للمرة الأولى بأسلحة من المعسكر السوفيتي، وبحلول نهاية العام بات واضحاً أنّ سوريا تغيّرت بطريقة لم تكن لتخطر ببال أحد من أبنائها من قبل وصارت تدور بشكل شبه مطلق في الفلك المصريّ.

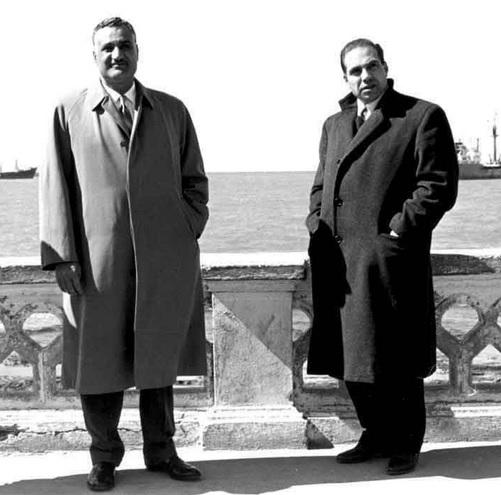
عبد الحميد السرّاج (رئيس جهاز الاستخبارات) مع جمال عبد الناصر في اللاذقية بسوريا 1959.

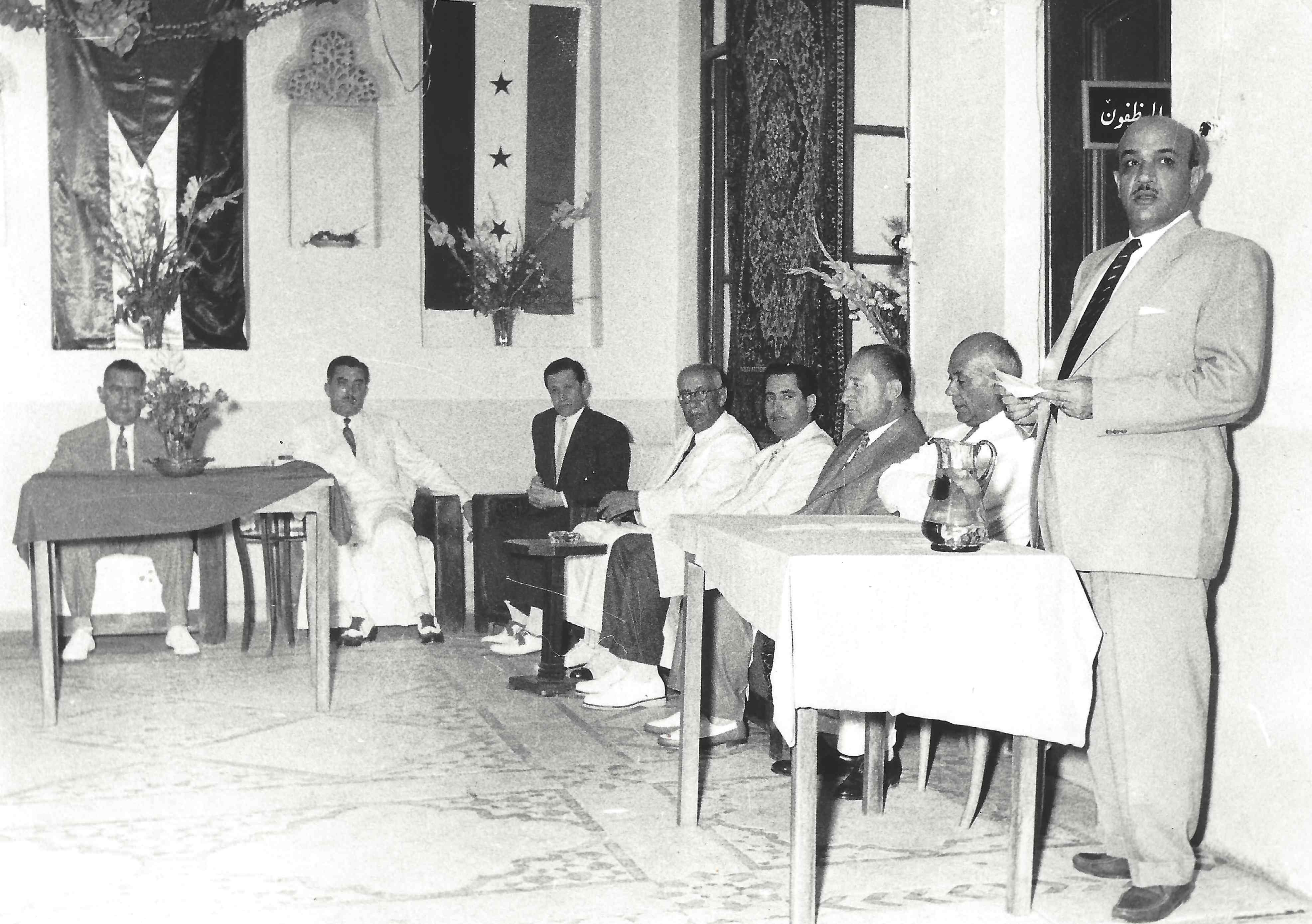
أسعد طلس الأمين العام لمؤسسة اللاجئين الفلسطينيين يلقي كلمة في اجتماع رسمي في دمشق بحضور أحمد قنبر (أقصى اليسار) وصلاح برمدا (الثاني من اليسار) وآخرين في خمسينيات القرن العشرين

حاربت أجهزة عبد الحميد السرّاج الأمنية كافة خصومها الفعليين أو المحتمَلين ونظرت بعين الشك والريبة إلى كل من لم يكن مصريّ الولاء مائة بالمائة، وكان أسعد طلس أحد ضحاياها فتمّ إلقاء القبض عليه في 13 تموز/ يوليو 1955 بتهمةٍ ملفقة هي نشر مقال في إحدى الصحف السورية (يحقّر الجيش والسلطات العامة)، وعلى الرغم من أن القضاء برّأ أسعد طلس من هذه التهمة الملفّقة وأفرج عنهُ إلا أن أجهزة مخابرات السرّاج استمرت في مضايقته والتضييق عليه وعلى كل من كانت تشك في ولائهِ المُطلق.
في عامه الرابع والأربعين شهد أسعد طلس عام 1956 ذروة النفوذ المصري في العالم العربي و تحوُّل جمال عبد الناصر إلى بطل للقومية العربية الصاعدة. في ظل السطوة الأمنية المصرية رفض جهاز المخابرات السورية (المكتب الثاني) عودة أسعد طلس إلى موقعهِ السابق في وزارة الخارجية السورية، فأصدر ناظم القدسي رئيس الجمهورية آنذاك في 13 آذار/ مارس 1956 المرسوم رقم 1156 بتعيين أسعد طلس مديراً عاماً لمؤسسة اللاجئين الفلسطينيين العرب التي تمّ إستحداثها في سوريا لتسيير أمور الفلسطينيين الذين هُجروا من وطنهم عقب قيام دولة إسرائيل.
تسلّم أسعد طلس مهام منصبه الجديد في (مؤسسة اللاجئين الفلسطينيين) وعمل جاهداً على تجنّب أية مواجهة مع الأجهزة الأمنية وانصرف بشكل أساسي إلى اهتماماته الفكرية فنشر في عام 1956 الجزء الأول من كتاب (ديوان ابن أبي حُصينة لأبي العلاء المعرّي) عن المجمع العلمي العربي بدمشق، كما نشرت مديرية الآثار العامة أحد أشهر كتبه (الآثار الإسلامية والتاريخية في حلب) الذي نقل فيهِ بعض ما جاء في كتاب المُستشرق الفرنسي جان سوفاجيه وأضاف إليه الكثير من المواد وصحّح بعض ما ورد فيهِ من معلومات غير دقيقة.
في تموز 1956 حاول أديب الشيشكلي مرة أخرى أن يعود إلى الحكم عبر محاولة انقلابية جديدة لم يُكتب لها النجاح. منحت هذه المغامرة الفاشلة عبد الحميد السراج فرصته الذهبية لاستكمال بناء دولته البوليسية في سوريا حيث توّج انجازاته الأمنية في 23 تشرين الثاني/ نوفمبر 1956 بإعلانه إحباط مؤامرة خارجية على الحكم ونشرهِ لائحةً طويلة بأسماء المتهمين بتدبيرها وعلى رأسهم أديب الشيشكلي نفسه.
في 16 آب/ أغسطس 1956 رُزق أسعد طلس بطفلهِ الذكر الوحيد (محمد فيصل) الذي كان آخر أولاده.

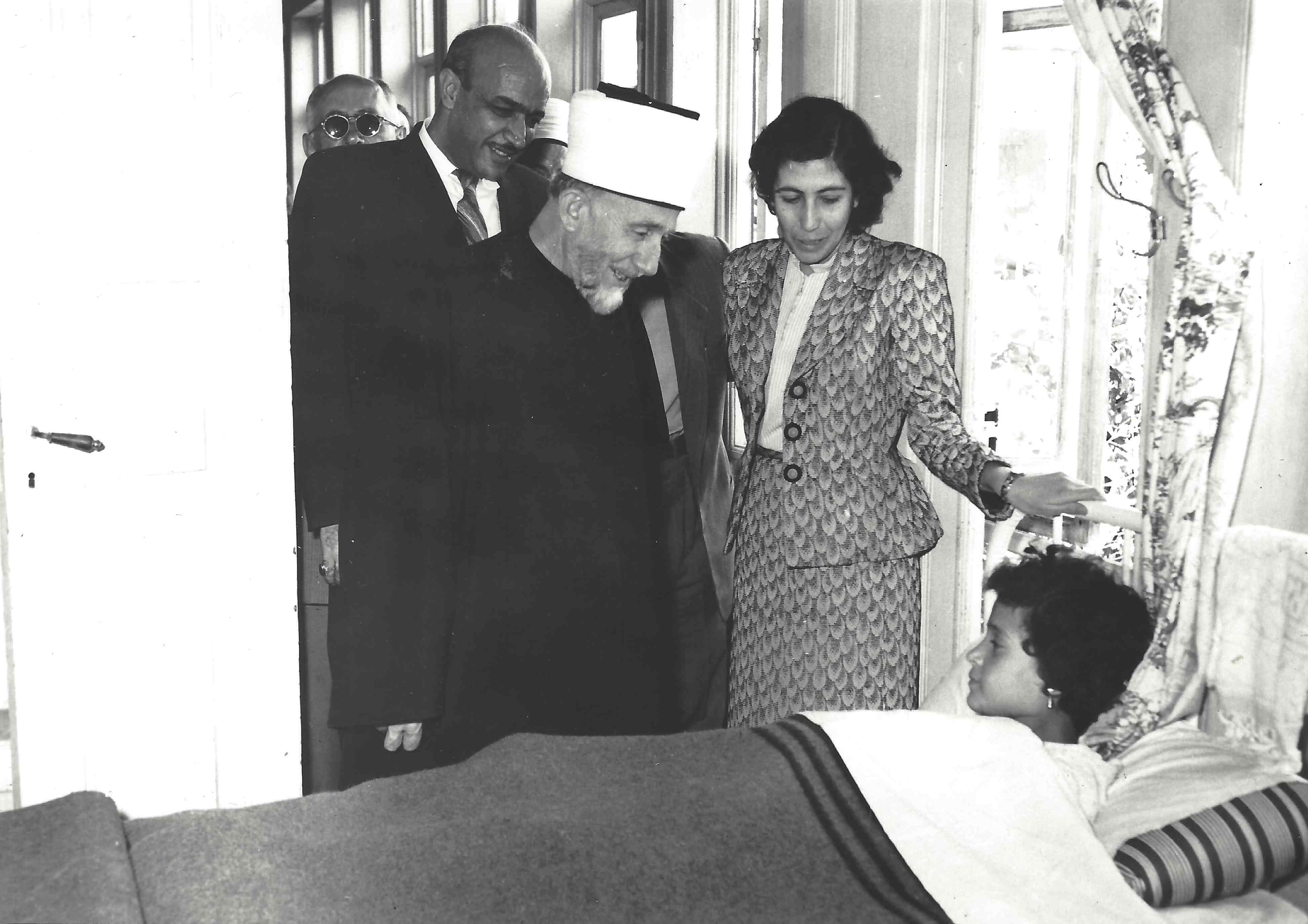
مفتي فلسطين الحاج أمين الحسيني ومن خلفهِ محمد أسعد طلس في زيارة إلى إحدى مدارس أبناء الشهداء الفلسطينيين في سوريا بتاريخ 14 تشرين الأول 1956

عادت القبضة الأمنية لأجهزة عبد الحميد السرّاج مجدداً لتضايق أسعد طلس بأساليب غير مباشرة. ففي شهر تشرين الأول/ أكتوبر من عام 1956 شنّت بعض الصحف السورية حملةً عليه بحجة انتقادهِ بعض ما ورد في محاضرةٍ لغوية ألقاها منصور فهمي رئيس المجمّع اللغوي المصري على مدرج جامعة دمشق لم تكن لها أية علاقة بالسياسة. كان واضحاً أن العلاقة المتوترة بين عبد الحميد السرّاج وأسعد طلس وصلت إلى نقطة اللاعودة وبلغت مرحلة الإستهداف الشخصيّ بانتظار أن تسنح فرصة مناسبة للتخلص منهُ بشكل نهائي. على الرغم من ذلك استمر أسعد طلس في عام 1957 في عمله مديراً عاماً لمؤسسة اللاجئين الفلسطينيين وتوطدت علاقتهُ الشخصية بمفتي فلسطين الشيخ محمد أمين الحسيني، وتمكّن في نفس العام من نشر كتابين جديدين أولهما كتابه القيّم (التربية والتعليم في الإسلام)، والآخر هو الجزء الثاني والأخير من (ديوان ابن أبي حُصينة) لإبي العلاء المعري.

## الوحدة السورية المصرية ونهاية الحكم الملكي في العراق

أحد جلسات الحكم في محكمة المهداوي (محكمة الشعب في العراق) بعد ثورة تموز 1958

مع دخول التنافس الإقليمي على سوريا مرحلة المواجهة المباشرة بات واضحاً أن الدولة الفتية مقبلة على كارثة وطنية لم يعُد بإمكان رئيسها شكري القوتلي ولا حكومتها ولا جيشها المنقسم احتواؤها. وأمام هذا الإستعصاء المصيريّ قرّرت مجموعة من ضباط الجيش السوري الهروب إلى الأمام والتحرّك بتسرّع نحو وحدةٍ غير متكافئة مع (مصر عبد الناصر).
في بداية عام 1958 نشر معهد الدراسات العربية العالية التابع لجامعة الدول العربية كتاباً جديداً لأسعد طلس بعنوان (محاضرات عن الشيخ عبد القادر المغربي) يحتوي على مجموعة من المحاضرات التي ألقاها على طلاب المعهد بناء على دعوة من جامعة الدول العربية.
رحّب أسعد طلس بإعلان النظام الجمهوري في العراق عقب نجاح إنقلاب 14 تموز/ يوليو 1958، ومن موقعهِ في دمشق أرسل رسالة عاجلة إلى صديقهِ سلمان الصفواني صاحب جريدة اليقظة العراقية انتقد فيها (حلف بغداد ودعاته الذين أسقطهم المجاهدون العراقيون). نشر الصفواني رسالة أسعد طلس في العدد رقم 2928 من جريدتهِ الصادر في الرابع من آب/ أغسطس 1958. كذلك أرسل أسعد طلس رسالة أخرى إلى صدّيق شنشل مهنّئاً إياه والشعب العراقي (بالوثبة الظافرة آملاً أن يسير الجمهوريون العراقيون مع إخوانهم السوريين لتحقيق الأهداف القومية المشتركة).
بعد أيام من نجاح الحركة الانقلابية في بغداد، شكّل عبد الكريم قاسم رئيس الوزراء العراقي الجديد محكمة عسكرية عليا خاصة أسماها محكمة الشعب واختار لرئاستها ابن خالته العقيد فاضل عباس المهداوي. كانت جلسات المحكمة تُبَثّ مباشرة عبر الإذاعة والتلفزيون العراقيين وعلى الرغم من أن الهدف المُعلن من إنشائها كان محاكمة مسؤولي النظام الملكي السابق إلا أنّ عبد الكريم قاسم استخدمها كواجهة تسويق دعائي للانقلابيين وتعمّد من خلالها إهانة الموقوفين وإطلاق التُهم التي كان كثير منها كيدياً. استمرت محكمة المهداوي خمس سنوات ولم تتوقف إلا بسقوط نظام عبد الكريم قاسم في عام 1963، ومثل كثير من الأسماء التي ورد ذكرها أثناء الجلسات ورد اسم كلٍّ من سامي الحناوي وأسعد طلس باعتبارهما من المتعاونين مع (العهد الملكي البائد).
في سوريا التي كانت تخضع أكثر فأكثر للحكم البوليسي لرجال المكتب الثاني تلقّف عبد الحميد السراج الأخبار القادمة من محاكمات بغداد ليوجّه ضربته الأخيرة لغريمهِ أسعد طلس، فتحركت الأجهزة الأمنية بسرعة وأصدر جمال عبد الناصر بصفته رئيساً للجمهورية العربية المتحدة القرار رقم 1201 بتاريخ 1 تشرين الأول/ أكتوبر 1958 بتسريح أسعد طلس من منصبهِ كمدير لمؤسسة اللاجئين الفلسطينيين بذريعة ورود اسمه في محكمة المهداوي العراقية.
تحرّك أسعد طلس بقوة لردّ اعتبارهِ، فأرسل في 10 تشرين الثاني/ نوفمبر 1958 كتاباً رسمياً إلى رئيس المحكمة العسكرية العليا في بغداد العقيد فاضل عباس المهداوي نفسه يفنّد فيه بالتفصيل الإتهامات الباطلة التي كيلت ضدّه في بعض الجلسات ويصرّ على براءته الكاملة منها، وفي نفس اليوم أرسل إلى صديقه العراقي صدّيق شنشل نسخة من رسالتهِ إلى المحكمة أرفقها برسالة خاصة يطلب فيها منهُ التحرك لإثبات زيف الإدعاءات الجوفاء والاتصال بالمسؤولين في العراق ومصر لإجلاء الحقيقة. وعلى الرغم من أن محكمة المهداوي لم تُصدر أية اتهامات بحقّه أو بحقّ سامي الحناوي إلا أن مساعيهِ فشلت في إقناع المسؤولين في بغداد أو القاهرة أو دمشق بالعودة عن قرارهم، وتمكنت أجهزة عبد الحميد السرّاج القمعية أخيراً من التخلص منهُ.
شعر أسعد طلس بكثير من المرارة وخيبة الأمل الشخصية، وانعكست حالُه السيئة على وضعه الصحّي فأُصيب بعارض صحّي تطلّب إجراء عملية جراحية استقصائية في بيروت كشفت عن إصابته بداءٍ عُضال في المعدة. أمضى أسعد طلس الأشهر الخمسة الأولى من عام 1959 وهو يتلقى العلاج بين القاهرة وبيروت قبل أن يعود إلى دمشق في 31 أيار/ مايو، وفي صيف العام نفسه عاد وأجرى في بيروت عملية جراحية ثانية لإستئصال ورم سرطاني غير أنّ العملية لم تتكلّل بالنجاح فاتّخذ عند ذلك قراره بالعودة إلى وطنه سوريا ليقضي أيامه الأخيرة بين أفراد أسرته.

## وفاته

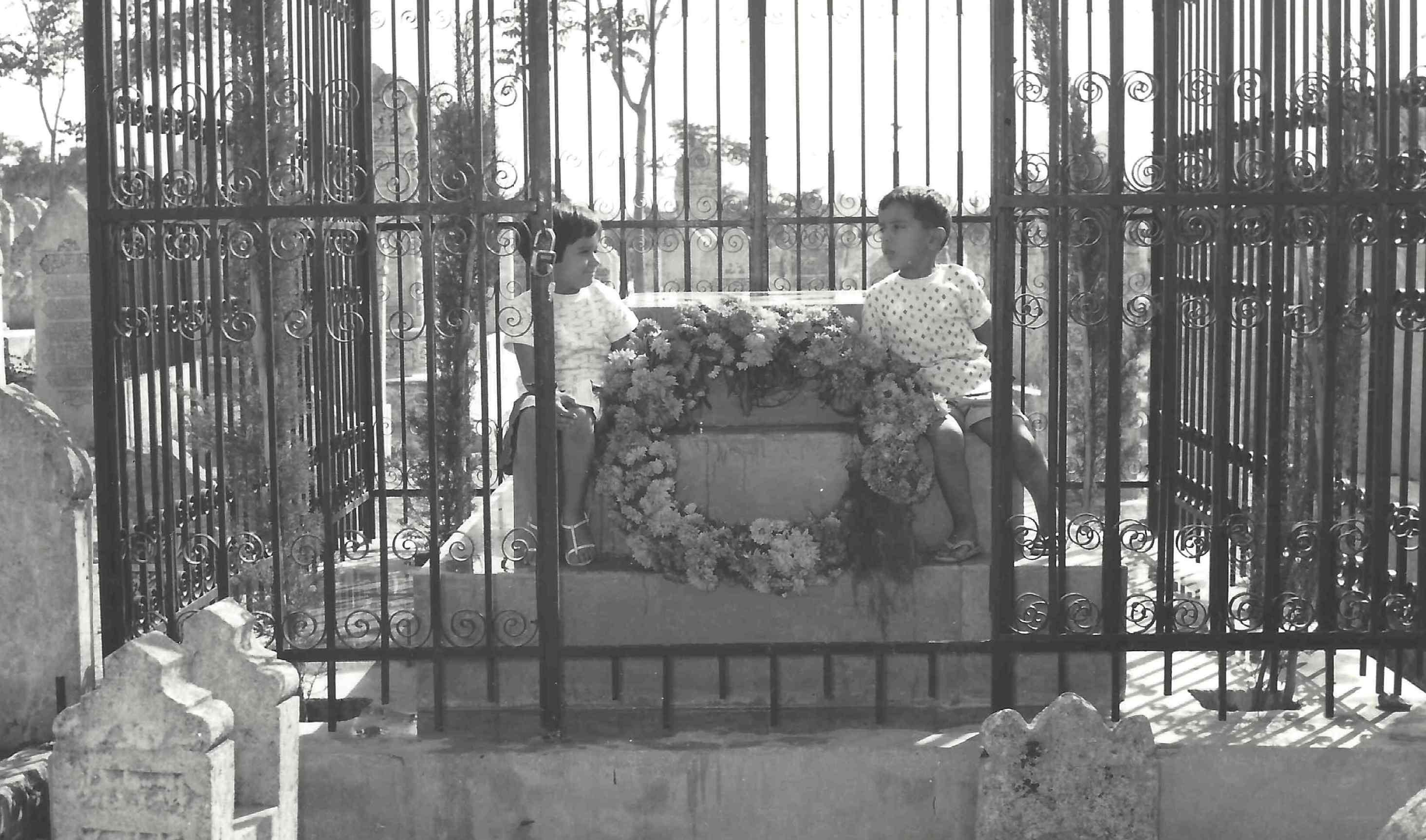
ضريح أسعد طلس في مقبرة هنانو في حلب ويظهر في الصورة اثنان من أصغر أطفاله عام 1960

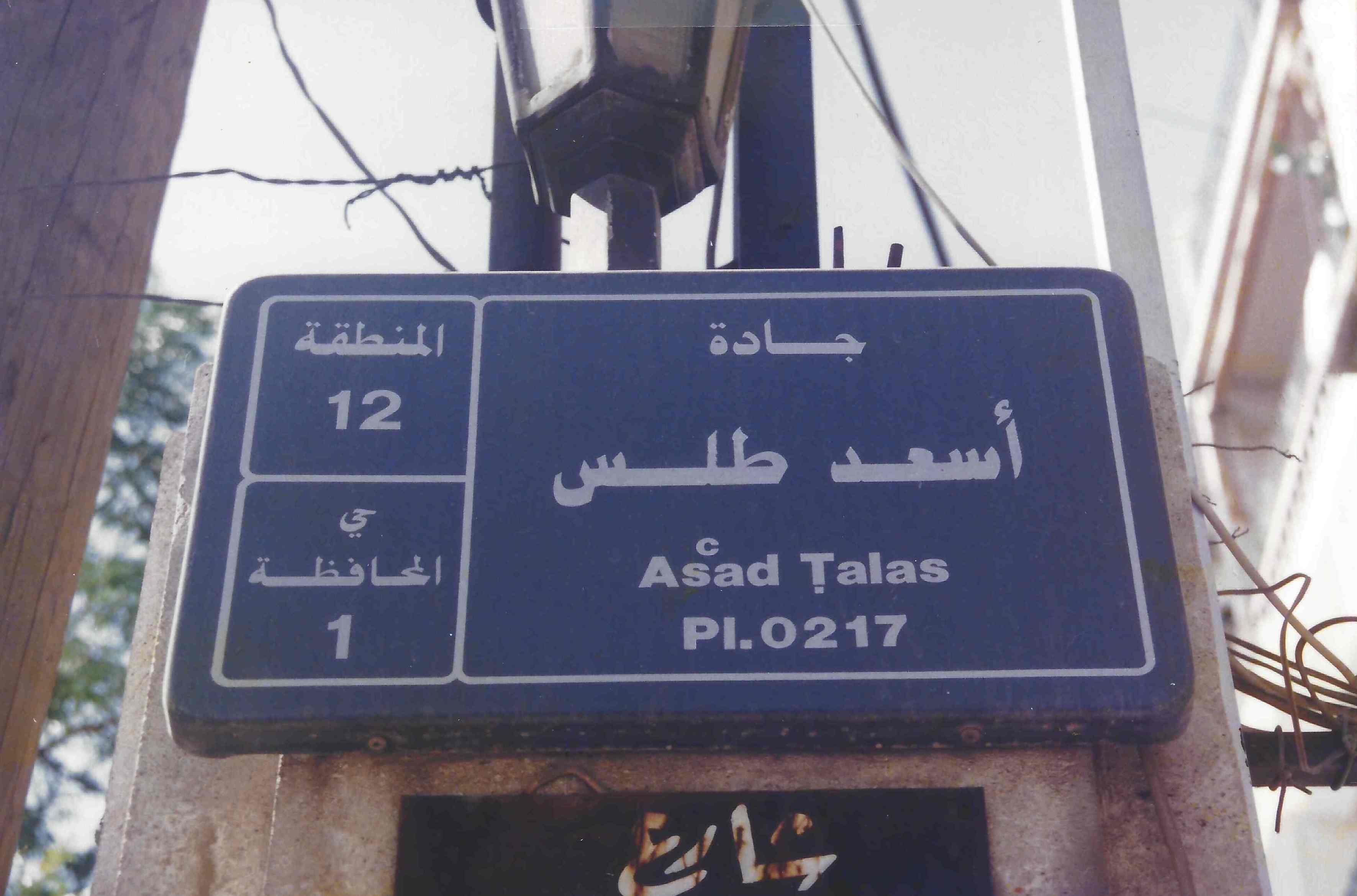
جادة اسعد طلس في حلب

توفي محمد أسعد طلس في 11 ربيع الثاني 1379ه‍/ 14 تشرين الأول 1959م، في مسقط رأسه مدينة حلب عن عمر ناهز السادسة والأربعين عامًا.
وفي عام 1994 قامت بلدية مدينة حلب بتسمية أحد شوارع المدينة باسمهِ (جادة أسعد طلس).

## المؤلفات

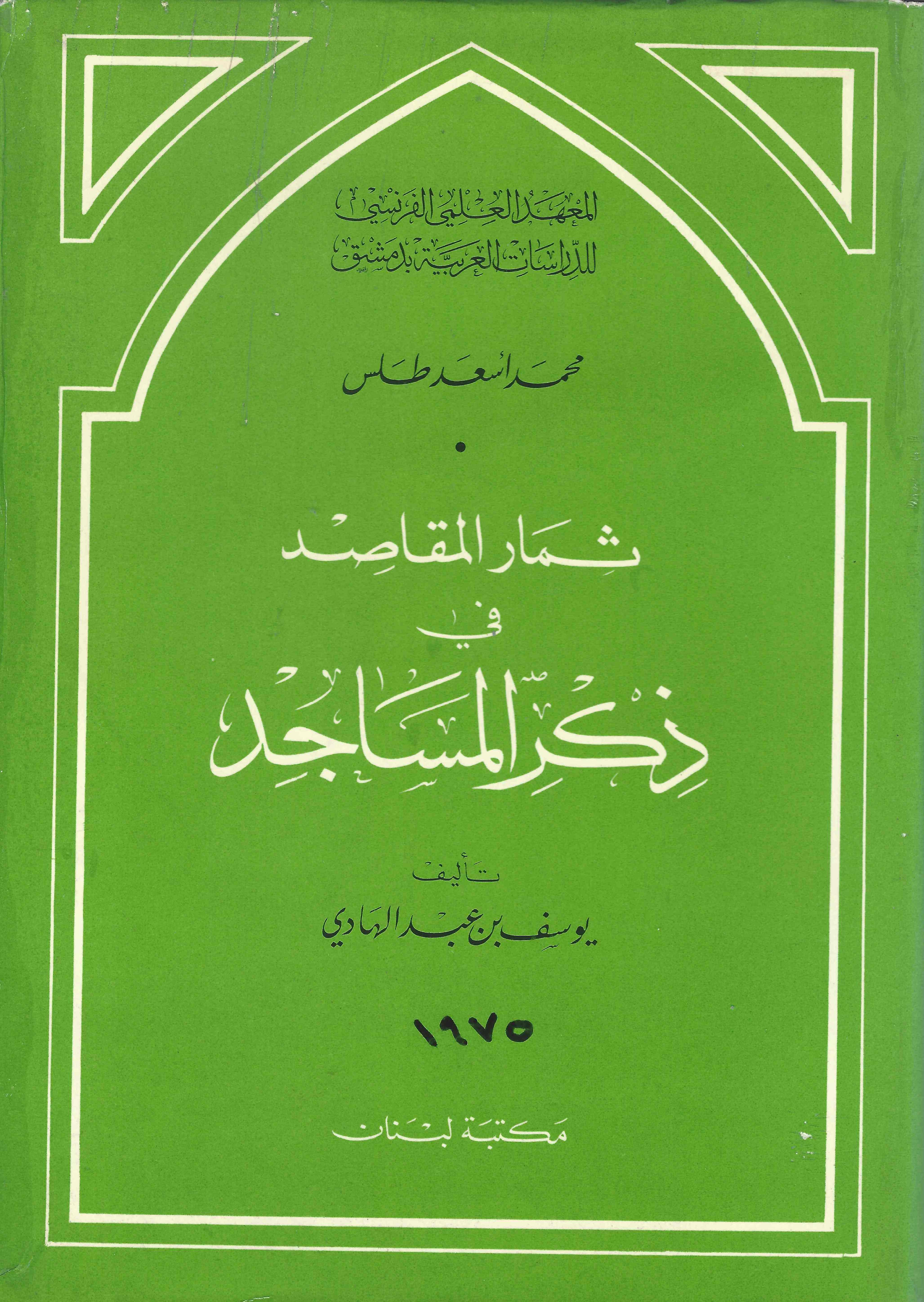
ثمار المقاصد في ذكر المساجد

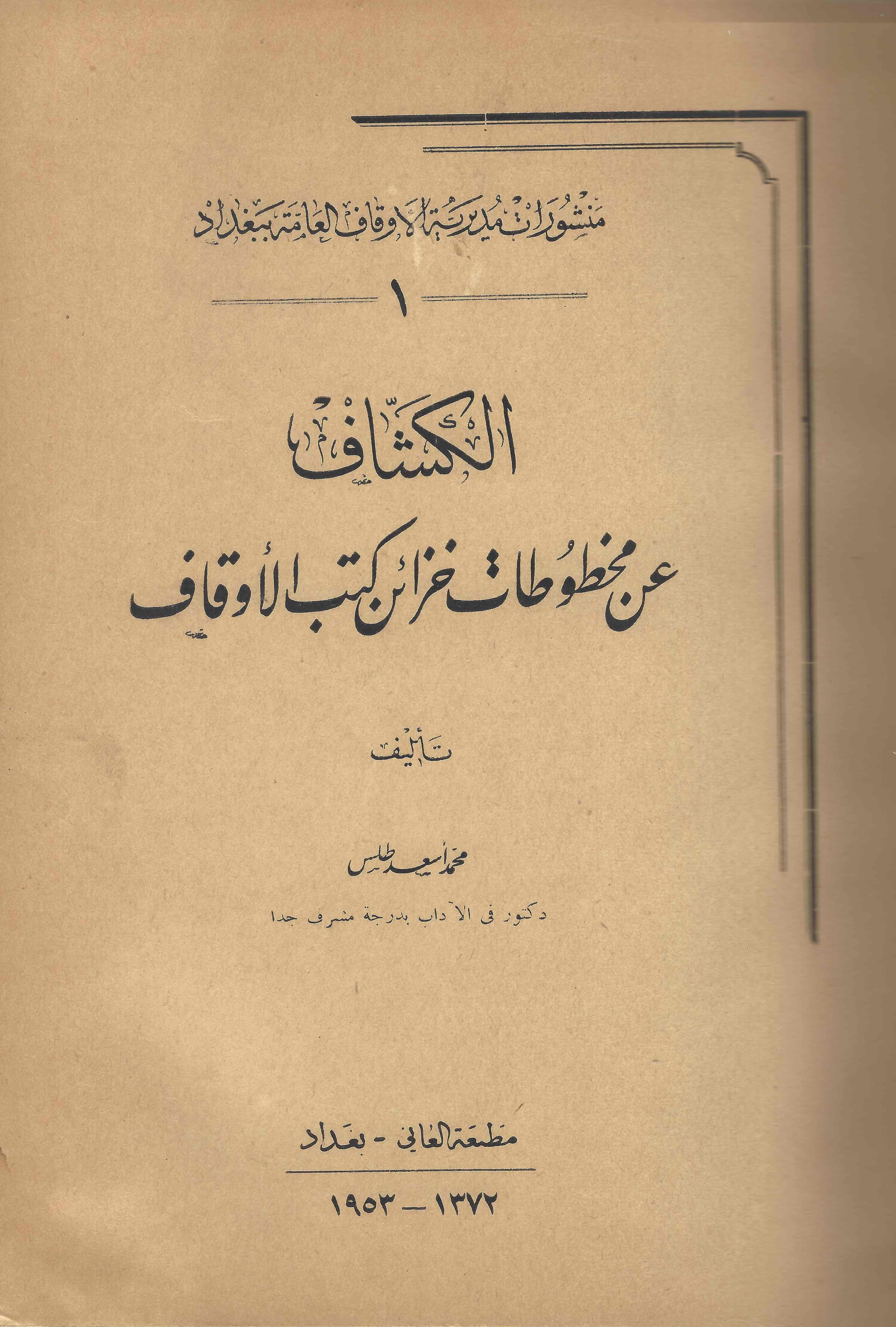
الكشّاف عن مخطوطات خزائن كتب الأوقاف

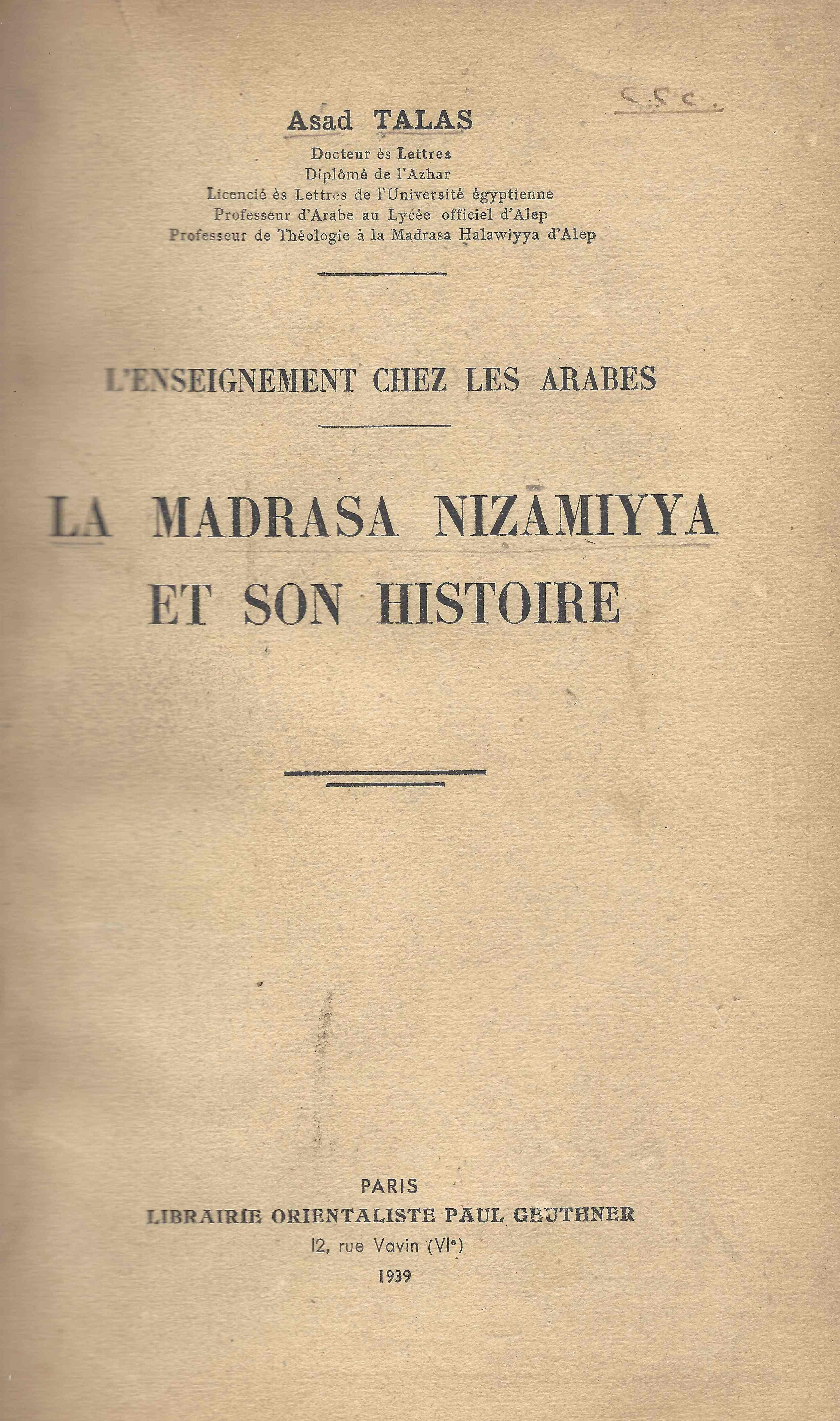
كتابه الوحيد الذي ألفه باللغة الفرنسية عن المدرسة النظامية

### المطبوع من مؤلفاته
1. تسهيل الإملاء بالطريقة الاستنباطية - عمر يحيى، وأسعد طلس، ولطفي الصقال - مطبعة جريدة الشباب - حلب 1938.
2. La Madrasa Nizamiyya et Son Histoire - Asad Talas - Librairie Orientale Paul Geuthner - Paris 1939.
3. الأدباء العشر - أسعد طلس وإبراهيم الكيلاني - منشورات المكتبة العمومية - دمشق 1940.
4. مصر والشام في الغابر والحاضر - محمد أسعد طلس - دار المعارف - القاهرة 1945.
5. مخطوطات مكتبة المجلس النيابي في طهران - محمد أسعد طلس - مطبعة الترقي - دمشق 1947.
6. الكشّاف عن مخطوطات خزائن كتب الأوقاف - محمد أسعد طلس - مديرية الأوقاف العامة - بغداد 1953.
7. الآثار الإسلامية والتاريخية في حلب - محمد أسعد طلس - مديرية الآثار العامة في سوريا - دمشق 1956.
8. التربية والتعليم في الإسلام - محمد أسعد طلس - دار العلم للملايين - بيروت -1958.
9. محاضرات عن الشيخ عبد القادر المغربي - محمد أسعد طلس - جامعة الدول العربية - القاهرة 1958.
10. تاريخ الأمّة العربية - محمد أسعد طلس - دار الاندلس - مجلدان - الطبعة الثانية - بيروت 1979.
11. Nizamiyya Medresesi - Ve Islam’da egitim - Ogretim - تأليف: محمد أسعد طلس - ترجمة Sadik Ciham - تركيا 2000.

### المطبوع من محققاته
1. سر صناعة الإعراب لابن جنّي - تحقيق: محمد أسعد طلس - القاهرة 1938.
2. ثمار المقاصد في ذكر المساجد - يوسف بن عبد الهادي - تحقيق: محمد أسعد طلس - دمشق - الطبعة الأولى 1942، الطبعة الثانية 1975.
3. الوسائل إلى مسامرة الأوائل /الوسائل إلى معرفة الأوائل - تأليف: جلال الدين السيوطي - تحقيق: محمد أسعد طلس - مطبعة الزوراء - بغداد 1950.
4. المصايد والمطارد لكشاجم - تحقيق: محمد أسعد طلس - مطبوعات دار اليقظة - بغداد 1954.
5. ديوان ابن أبي حُصينة لأبي العلاء المعري - تحقيق: محمد أسعد طلس - (الجزء الأول) - مطبوعات المجمع العلمي العربي - دمشق 1956.
6. ديوان ابن أبي حُصينة لأبي العلاء المعري - تحقيق: محمد أسعد طلس - (الجزء الثاني) - مطبوعات المجمع العلمي العربي - دمشق 1958.
7. التنبيه على حدوث التصحيف لحمزة بن الحسن الأصفهاني - تحقيق: محمد أسعد طلس - مجمع اللغة العربية - دمشق 1968.

### الأعمال غير المطبوعة
ترك الدكتور أسعد طلس بعد وفاتهِ مذكرات هامة لم تُنشر من قبل تؤرّخ لفترة حاسمة من تاريخ المشرق العربي خلال عقدي أربعينات وخمسينات القرن العشرين، كما ترك أربعة عشر مخطوطاً من تأليفهِ أو تحقيقه جاهزة للطباعة وموجودة بحوزة ورثته وهذه عناوينها:
1. الآثار الإسلامية والتاريخية في دمشق.
2. قصور الأمويين في بلاد الشام.
3. أبو العلاء المعرّي.
4. في روضة المعرّة.
5. تكملة إكمال الإكمال.
6. المُقتنى في سرد الكِنى.
7. الباشات والقُضاة.
8. الفرق الإسلامية والإسماعيلية.
9. كتاب المثالب لابن الكلبيّ.
10. كتاب فنون الأفنان في عيون علوم القرآن.
11. شرح ديوان الشاعر الفحل القطامي.
12. كتاب طبقات الأولياء ومناقب الأصفياء.
13. من فارس إلى إيران.
14. فن النقد الأدبي في أزهى عصوره.

### مخطوطات مفقودة
وتوجد له مخطوطتان مفقودتان ولم تطبع وهما:
1. ذخائر المخطوطات العربية في خزائن حلب.
2. دمشق في أواخر عهد المماليك.

### تراثه الباقي في المكتبات
- كان أسعد طلس أديبا وكاتبا غزير الإنتاج وضع الكثير من المؤلفات التي تميزت بنزعتها القومية العربية وصبغتها الإسلامية، وترك العديد من الكتب المطبوعة بين مؤلَّف ومحقَّق وصل عددها إلى 18 كتاباً نُشرت خلال فترة زمنية لم تتجاوز العقدين (1938 - 1958).
- أمضى أسعد طلس سنوات طويلة من حياتهِ في كتابة (تاريخ الأمة العربية) منذ نشوئها وحتى العصر الحديث. صدرت الأجزاء الثلاثة الأولى من كتابهِ الضخم عن التاريخ العربي بعناوين (عصر الانبثاق، وعصر الانطلاق، والخلفاء الراشدون) في عام 1957، وصدر الجزء الرابع (عصر الإتّساق) في عام 1958، وعقب وفاته استكملت دار الأندلس في بيروت لصاحبها الأستاذ حسين عاصي نشر بقية الأجزاء، فطبع ونشر الجزء الخامس (عصر الازدهار) في عام 1960، والسادس (عصر الانحلال) في عام 1961، ثم نشر الجزئين السابع والثامن (عصر الانحدار وعصر الانبعاث) عام 1963، ليكتمل نشر أجزاء الكتاب الموسوعيّ كافة والذي أرّخ فيهِ تاريخ أمّته التي أحبها وقضى حياته مدافعاً عن عزّتها ووحدتها.[7]
- في عام 1968 (بعد وفاته بتسع سنوات) نشر مجمع اللغة العربية في دمشق كتاب (التنبيه على حدوث التصحيف) الذي حقّقه أسعد طلس عن مخطوطة قديمة (لحمزة بن الحسن الأصفهاني)[52]، وقد صدر الكتاب بعدما قام اثنان من الباحثين هما (أسماء الحمصي) و(عبد المعين الملّوحي) بمراجعة النصّ الأصلي للمخطوط الذي حقّقه.
- في عام 1975 أعاد (المعهد الفرنسي للدراسات العربية) بدمشق نشر الطبعة الثانية من الكتاب الذي حقّقة أسعد طلس ونشره المعهد نفسه أول مرة في عام 1942 عن مخطوطة ليوسف بن عبد الهادي بعنوان (ثمار المقاصد في ذِكر المساجد) موثقاً بالمعلومات والصور للمساجد الأثرية في دمشق.
- في عام 1979 أعادت دار الأندلس في بيروت نشر الطبعة الثانية لكتابه الموسوعيّ (تاريخ الأمّة العربية) بأجزائه الثمانية وقد صدرت هذه الطبعة في مُجلّدين ضخمين تحت عنوان جديد هو (تاريخ العرب).[53]
- في عام 2000 ترجم التركي (صادق جيهان) كتابه عن (المدرسة النظامية) إلى اللغة التركية ونُشِرَ باسم ” Nizamiyya Medresesi “.[54]